# Llista de personatges de The Legend of Zelda
The Legend of Zelda (ゼルダの伝説, Zeruda no Densetsu) és una sèrie de videojocs d'alta fantasia creada pels dissenyadors de jocs Shigeru Miyamoto i Takashi Tezuka. Està desenvolupada i publicada principalment per Nintendo, tot i que alguns lliuraments portàtils han estat subcontractats a Capcom, Vanpool i Grezzo. El joc de la sèrie incorpora elements d'acció, aventura i jocs de resolució de trencaclosques.

Ganondorf, el Rei del Mal, lluitant contra Link, l'Heroi del Temps.

Des del llançament original de The Legend of Zelda el 1986, la sèrie s'ha ampliat per incloure 20 entrades a totes les consoles de videojocs més importants de Nintendo, així com a una sèrie de derivacions. Una sèrie de televisió animada nord-americana basada en els jocs va ser emesa el 1989. Es van encarregar adaptacions individuals de manga per a Nintendo, que van ser produïdes al Japó des de 1997. The Legend of Zelda és una de les franquícies més destacades i reeixides de Nintendo. Molts dels seus jocs són considerats per la crítica i els fans com un dels videojocs més grans de tots els temps.
En aquest article s'enumeren els personatges que es repeteixen al llarg de la franquícia The Legend of Zelda.

## Personatges principals

### Link
Link (リンク, Rinku) és un heroi èpic que lluitava contra el mal. Link s'ha convertit en un dels personatges insígnia de Nintendo, juntament amb els co-protagonistes de la saga: la Princesa Zelda i el malvat Ganondorf. L'èxit de la saga, amb més de 6,5 milions de còpies venudes mundialment, juntament amb l'aparició del personatge en altres jocs ha fet de Link un dels personatges de Nintendo més coneguts arreu del món. Les seves vestimentes estan inspirades en les del cèlebre personatge literari Peter Pan, de J. M. Barrie, per la fantasia, l'eterna infantesa, la bondat, el coratge, la innocència i el cor pur que aquestes representen. Aquesta mena de picades d'ull a obres literàries, mitològiques i fins i tot religioses són molt abundants dins de The Legend of Zelda. Una singularitat d'aquest personatge és que existeixen diversos herois amb el mateix nom de "Link" en tota la sèrie The Legend of Zelda i tenen innumerables característiques comunes cadascun. D'altra banda, segons suggereix Ganondorf a The Legend of Zelda: The Wind Waker, també podria tractar-se d'un mateix heroi que reneix una vegada i una altra durant totes les èpoques. Per derrotar els seus enemics, normalment obté i maneja la llegendària Master Sword. Cada encarnació de Link és humil, valenta i digna de suportar la Triforça del Coratge, una de les tres peces relíquies que formen la Triforça. Com a protagonista de la sèrie, en Link ha aparegut en nombrosos mitjans relacionats, inclosos jocs derivats com ara Hyrule Warriors, còmics i manga, i altres sèries de videojocs, com ara Mario Kart 8 i la sèrie Super Smash Bros..

### Princesa Zelda

Link i la Princess Zelda de petits.

La princesa Zelda (プリンセス ゼルダ, Purinsesu Zeruda) és la princesa d'Hyrule i la guardiana de la Triforça de la Saviesa. Zelda és un membre de la Família Reial d'Hyrule, i és el primer personatge que rep el nom de la franquícia, tanmateix el protagonista i personatge controlable és en Link. Sovint és raptada i feta presonera pel malvat antagonista de la trama: Ganon, el Rei del Mal. D'acord amb Shigeru Miyamoto, el creador de la saga, el nom ve de Zelda Fitzgerald. Darrerament el seu paper ha canviat considerablement. En jocs com The Legend of Zelda: The Wind Waker o Twilight Princess ja no representa el paper de "princesa en perill", sinó que ajuda en Link directament en el combat final amb el seu arc. Zelda és la reencarnació de la deessa Hylia en forma mortal i, per tant, és capaç d'utilitzar diversos poders màgics per ajudar en Link. Ella és prou poderosa com per utilitzar la màgia lleugera per segellar Ganon lluny d'Hyrule. Ha aparegut també a Super Smash Bros. Melee, un joc de Nintendo GameCube. La Princesa Zelda utilitzà màgia per lluitar contra els seus enemics. Però, en el joc The Legend of Zelda: Ocarina of Time també es pot transformar en l'emmascarat Sheik, que empra atacs físics, per tal d'amagar la seva identitat, ja que era perseguida per Ganon. Va ser nomenada com un dels personatges femenins més emblemàtics de tots els temps per Digital Spy. Al costat de Link, va ser considerada com un dels personatges de videojocs més grans de tots els temps en Guinness World Record Gamer's Edition de 2011.

### Ganon
Ganon (ガノンドロフ, Ganondorofu), també conegut com a Ganondorf, el Great King of Evil és el principal antagonista de la sèrie. Ganondorf era el líder de la raça de lladres Gerudo, que vivien al desert, a l'oest d'Hyrule. Segrestava la Princesa Zelda amb molta freqüència. Aquest personatge va ser introduït a la saga amb el nom de Ganon, però no va ser fins al 1998, amb el videojoc d′Ocarina of Time que va aparèixer amb el nom de Ganondorf. Aquest és un dels malvats més complexos creats en la història dels videojocs. La referència Ganon és errònia. Ganondorf és també un poderós fetiller, els poders màgics del qual augmentaren considerablement gràcies a la Triforça del Poder. Posseeix també una força física descomunal, molt superior a la del jove Link i és també un gran espadatxí com s'ha pogut demostrar a The Legend of Zelda: The Wind Waker i a The Legend of Zelda: Twilight Princess. A Breath of the Wild, apareix en dues formes monstruoses a la lluita final contra l'enemic com a Calamity Ganon i Dark Beast Ganon. L'objectiu principal de Ganon és conquerir Hyrule per aconseguir el poder final. La seva representació varia en cada joc de la sèrie, des d'una bèstia muda fins a un bruixot increïblement poderós amb formidables habilitats d'espasa, però totes les variacions són tan poderoses que només en Link i la Zelda són capaços de derrotar-lo. A més de la sèrie principal Zelda, Ganon/Ganondorf apareix com un personatge jugable en jocs derivats, com ara Hyrule Warriors i la sèrie Super Smash Bros.. Ganon va ser reconegut com un dels més grans vilans de videojocs de tots els temps en una enquesta de 2013 per a Guinness World Records 2013 Gamer's Edition. El 2022, GamesRadar el va comptar com un dels vilans de jocs més emblemàtics de tots els temps.

## Personatges de suport

### Videojocs de Nintendo Entertainment System, Super NES i Game Boy (1986-1993)

#### Old Man/Ancià
L′«Ancià» (originalment Old Man) apareix al videojoc original de 1986 The Legend of Zelda i destaca per ser el primer personatge que Link coneix al sèrie. Es troba dins d'una cova i ofereix en Link una espasa, dient: "És perillós anar sol! Pren això." No es proporciona més informació sobre els antecedents o les motivacions del personatge. Ozzie Mejia escrivint a Shacknews va remarcar que aquesta cita s'ha convertit en sinònim dels jocs a la cultura popular i s'ha fet referència en nombroses ocasions en diversos mitjans. Jack Yarwood de GamesRadar el va qualificar d'"icònic" i va comentar que actua com a tutorial per al jugador que, d'altra manera, no té una direcció clara. L'Ancià va ser la inspiració per a diversos altres personatges que apareixen més tard a la sèrie, inclòs un personatge similar a Breath of the Wild.

#### Impa

Impa.

Impa (Ëm'pä) és la protectora personal de Zelda i lleial servidora de la Família Reial d'Hyrule. És coneguda per tenir oberta l'Aldea Kakariko, antiga residència dels Sheikah, oberta al públic. Pertany a la raça escassa dels misteriosos Sheikah, que durant generacions han sigut els guardians protectors de la Família Reial. Té ordres estrictes de no separar-se mai de la Princesa Zelda i de protegirla quan estigui en perill. Va ser ella qui ajudà a escapar a Zelda de la ressurrecció de Ganondorf, ensenyant-li a la princesa les tècniques Sheikah per amagar-se del malvat durant els set anys en què Link va estar dormint en el Pedestal del Temps.
Posseeix la seva casa a Villa Kakariko. Ensenya a Link la Nana de Zelda. Funda en secret el Temple de les Ombres, i quan el malvat esperit de Bongo Bongo és lliberat del Temple, Impa va entrar-hi per destruir-lo, però va ser derrotada. Quan Link es convertí en l’Heroi del Temps, en aquest cas per ajudar la futura Savia de les Ombres, Impa va haver de combatre el fantasma Bongo Bongo, i victoriosament el va derrotar. Així, Impa va descendir com a Savia de les Ombres, i Link obtingué el Medalló de les Ombres.
És un personatge jugable a Hyrule Warriors i Hyrule Warriors: Age of Calamity com una jove guerrera. A Tears of the Kingdom, Impa es va retirar i està ocupada investigant els geoglifs que han aparegut al voltant d'Hyrule. Ella posa en Link en la seva recerca per trobar les ubicacions de la memòria de les llàgrimes al joc. La caracterització d'Impa va ser elogiada per Jenni Lada de Siliconera, que l'admirava per ser una guerrera intel·ligent i un personatge respectat.

#### Dark Link
Dark Link («Link Obscur» i també anomenat en anglès Shadow Link, «Link Sombrívol») apareix en la franquicia com el costat fosc d'en Link, protagonista de la sèrie. Originalment, aperegué al videojoc de The Legend of Zelda: The Adventure of Link, creat per un terrible i poderós mag per combatre l'assassí d'en Ganon, personatge original de The Legend of Zelda (1986), encara que aquest ha aparegut en múltiples jocs de la saga com The Legend of Zelda: Four Swords Adventures, com a múltiples enemics creat per Dark Mirror i a The Legend of Zelda: Ocarina of Time com a Mini-Boss. A Twilight Princess aparegué en una escena en què representant tres Twili. Generalment, Dark Link és una versió negra i fosca del protagonista Link, totalment obscur i amb els ulls vermells de color sang. En la versió japonesa se'l coneix amb el nom de Doppelgänger. També és un vestit descarregable per a l'spin-off Hyrule Warriors i un vestit opcional per en Link a la majoria de les entrades de la sèrie Super Smash Bros.. Game Informer va considerar en Dark Link a The Adventure of Link com una de les deu millors baralles d'enemics finals de Zelda, descrivint-la com "una batalla notòriament difícil". Den of Geek va elogiar en Dark Link a Ocarina of Time com una de les batalles més creatives de la sèrie, ja que els seus moviments de contra obliguen el jugador a provar diferents mètodes per derrotar-lo. El 2010, IGN va classificar en Dark Link com el 77è a la seva llista dels 100 millors vilans de videojocs per ser un "oponent formidable, reflectir els vostres moviments i crear una defensa aparentment impenetrable".

#### Agahnim
Agahnim és un despietat i poderós mag. Quan el Regne d'Hyrule estava sumit en el caos, infestat de malalties i plagues, el mag hi acudí i, miraculosament, amb la seva misteriosa màgia, estabilitza tots els mals del país, curant la gent i destruint el mal del país. Es guanya la simpatia dels súbdits, incloent-hi la del rei, pare de la princesa Zelda. Fou nomenant per aquest com el seu conseller reial en la seva cort. Agahnim aparentment ajudava la gent en les seves desgràcies i misèries. Però tot això no era res més que una tapadora; ja que aquest volia apoderar-se en secret del control del país. Destrona el Rei i controla la voluntat dels soldats mitjançant la seva màgia, aconsegueix obtenir el control del Hyrule Castle. Agahnim envia les Set Doncelles, descendents dels antics Savis Hylian, al Dark World («Món Obscur»), per trencar el setge de l'antic mal que regnava en aquesta dimensió, l'anomenat Ganon, el Rei del Mal. Enviant-hi les joves i la princesa Zelda al Dark World aconseguiria alliberar Ganon, i així aquest estaria lliure de nou. Fou derrotat en última instància per Link, gràcies al fet que aquest havia recollit les tres Arracades per poder cercar l'Espassa Mestre, l'arma capaç de derrotar el mag, i aquest envia Link al Món Fosc. Finalment, després de rescatar les Set Doncelles, Link derrota de nou el mag i el mata. Ganon l'abandonà a la seva sort. Agahnim també reapareix a Link's Awakening.

##### A Link to the Past[calcitació]

Agahnim contra Link.

El manual explica clarament la història d'Agahnim clarament abans dels fets del joc. Quan el país d'Hyrule estava sumit en el caos, pler de plagues i infermetats, Aghanim acudí com per art d'un miracle i amb la seva màgia estabilitza tots els mals de la terra, curant la gent i destruint el mal d'Hyrule. Es guanya la simpatia de la gent com el seu heroi, incloent la del Rei, pare de la Princesa Zelda. Aquest li regalà meravellosos regals i l'hi nomenà el seu conseller reial en la seva cort. Ell aparentment ajudava la gent de les seves desgràcies i misèries. Per tot això era una taparera; una conspiració, car el mag volia en secret apoderar-se del control del Regne d'Hyrule.
Destrona el Rei i controla amb la seva màgia la voluntat dels soldats, assolint el control del Castell d'Hyrule. No se sap ben bé que l'hi va succeir al Rei (molts afirmen que varà ser assassinat pel mag), però desaparegué misteriosament. Agahnim envia a les Set Doncelles, descendents dels antics Savis Hylian, al Dark World, per trencar el setge de l'antic mal tancat en aquesta dimensió, anomenat Ganon, el Rei del Mal. Enviant a les jovenetes i a la Princesa Zelda, al Món Obscur, aconseguiria alliberar Ganon, i així aquest estaria lliure de nou.
Tanca Zelda en les masmorres del Castell, on aquesta es comunicaria telepàticament amb el tiet d'en Link i amb aquest, esperant que Agahnim no els hagués controlat la ment. El tiet d'en Link varà penetrar en el Castell d'Hyrule per un passadís secret, mentre que el jove Link el seguí. S'infiltra en el Castell, i rescatà a la Princesa Zelda de les urpes d'Agahnim, amagant-la en el santuari al nord del Castell d'Hyrule juntament amb el seu savi. Recollint les tres Arracades, en Link varà poder cercar l'Espassa Mestre, l'arma capaç de derrotar el mag.
No obstant en aquell precís instant, les hordes del mag segrestaren Zelda de nou i mataren al savi que la protegia. Link d'infiltrar-se de nou en el Castell d'Hyrule a la Torre d'Agahnim, o s'hi enfrontaria am el mag i rescataria a la Princesa Zelda. Tanmateix, Agahnim havia aconseguit teleportar la princesa al Dark World davant dels atònits ulls d'en Link i desafià aquest. Link va poder vèncer la seva màgia amb la Master Sword, però no obstant aquest va poder aconseguir enviar al jove protagonista al Món Fosc, on el malvat Ganon governava. Així, Link va haver de salvar les donzelles amagades per tot el món per poder trencar el setge de la Torre de Ganon, i poder infiltrar-se a la guarida del malvat per poder combati de nou al malvat Agahnim. Aquest incapaç de vèncer al protagonista amb els seus poders màgics morí en batalla, i Ganon, l'abandonà a la seva sort. Així, Agahnim només varà ser un recipient per al malvat Ganon.

##### En batalla
El malvat mag és invulnerable a totes les armes d'en Link, a excepció de l'Espasa Mestre. En batalla, pot teleportar-se a voluntat i atacar Link de diverses maneres:
- Creant una bola d'energia màgica com atac a distància. Retornant aquesta ràfega d'energia amb l'Espassa Mestre es pot danyar al mag; de fet és l'única manera de derrotar-lo. És molt similar al mateix atac d'en Ganondorf, d'Ocarina of Time i a Phantom Ganon de The Wind Waker i a Zant i la Puppet Zelda de The Legend of Zelda: Twilight Princess.

- El malvat mag té un segon atac. Consisteix a crear una altra bola màgica per llançar-se-la al protagonista. Però a diferència de l'anterior aquesta es divideix en quatre. Similar a l'atac de Ganondorf en Ocarina of Time i a Phantom Ganon de The Wind Waker.

- El tercer atac és diferent. Concentra tot el seu poder i les transforma en descàrregues elèctriques, causant greus danys sobre en Link. L'únic punt feble d'aquest atac és que pot ser fàcilment esquivat si Agahnim es teleporta damunt de l'arena de batalla.

En la batalla final contra el mag, Agahnim es dividia en tres. Així en Link havia d'endevinar quin era el verdader, però seguint la temàtica de l'anterior combat. I a diferència d'aquest no utilitzava l'atac de les descàrregues elèctriques.

##### Aparicions menors
Agahnim apareixia de nou en aparicions menors en Link's Awakening i Oracle of Seasons. Dites encarnacions no es poden tractar del mateix malvat mag perquè aquest ja havia estat mort per en Link de The Legend of Zelda: A Link to the Past. No obstant el segon podria ser una manifestació i espiritual del mag. Tot i així no ha estat confirmat, ni els fans de la saga li han donat molta importància.
En Link's Awakening, la malvada figura del mag apareix com una manifestació de les Shadow Nightmares, els malsons del Wind Fish encarnats en els antics enemics d'en Link a de A Link to the Past. No es tracta del mateix mag, però el seu esquema de batalla és el mateix de quant el mag es trobava amb vida a A Link to the Past. Llança boles d'energia màgica igual que el mag de A Link to the Past, i es teleportà al voltant de l'arena de batalla a la seva voluntat com el malvat mag del joc.
En Oracle of Seasons, no se sap si Agahnim es reencarna en el Mini-Boss del Dancing Dragon Dungeon, però és un Mini-Boss molt similar al mag quan aquest comptava amb vida. El Mini-Boss en si es dividia en tres, igual que el segon combat d'Agahnim en A Link to The Past, i Link havia d'endevinar quin era el verdader encenent les torxes i atacant el que tenia ombra, a part que no es poden desviar les boles màgiques d'Agahnim. El Boss també podia teletransportar-se a voluntat per l'arena de batalla.

#### Error
Error és un NPC menor que apareix a Zelda II: The Adventure of Link. És un home barbut que porta un vestit morat que coneix en Link a la ciutat de Ruto. Es presenta amb les paraules "Sóc un ERROR". Després que en Link parli amb un altre personatge de la ciutat de Mido i torni a Error, revelarà el pas al Palau de l'Illa, un dels calabossos del joc. Encara que només era un personatge secundari, Error es va convertir en un meme d'Internet. Tot i que el seu nom sembla ser una traducció errònia del japonès, es considera que és la inside joke d'un desenvolupador, ja que un personatge idèntic vestit de vermell està present al joc que es diu Bagu, la paraula japonesa per a error. Aaron Kaluszka de Nintendo World Report va comentar que el personatge s'havia "convertit en un dels més coneguts de tots els videojocs".

#### King of Hyrule/Rei d'Hyrule
El Rei d'Hyrule és el títol donat als diferents monarques governants d'Hyrule, i en general també el pare de la princesa Zelda en la majoria de les seves encarnacions. Apareix en moltes entrades, la seva presència sovint queda relegada a cameos, història de fons o tradició. A The Minish Cap s'anomena King Daltus i ha de ser rescatat per en Link quan Vaati, el dolent del joc, el converteix en pedra i l'empresona. A The Wind Waker s'anomena Daphnes Nohansen Hyrule i la seva identitat es revela com a El rei dels lleons vermells, el veler vermell sensible que acompanya en Link durant tot el joc. És fonamental en la trama del joc en diversos moments clau; ell ajuda a Tetra a descobrir la seva veritable identitat com a Zelda, porta en Link a la Triforça del Coratge i usurpa la Triforça per enfonsar Hyrule. He later appears as a playable character in Hyrule Warriors Legends. A Breath of the Wild, es presenta com l'ancià que ajuda en Link a obtenir el parapent i finalment es revela com l'esperit del difunt Rei Rhoam. A la història de fons del joc, el rei Rhoam Bosphoramus Hyrule juga un paper important en la història mentre es prepara per al retorn de Calamity Ganon i pressiona la seva filla Zelda perquè desperta els seus poders de segellat, però els seus esforços acaben en fracàs i la seva mort. El rei Rhoam torna com a personatge jugable a Hyrule Warriors: Age of Calamity.

#### Great Fairy/Gran Fada
Les Grans Fades apareixen a gairebé tots els jocs de la sèrie i resideixen en fonts anomenades "Fonts de la Gran Fada". La primera instància d'una gran fada va aparèixer al videojoc original The Legend of Zelda. Els seus dissenys han variat a través de la sèrie, però solen tenir l'aspecte d'una dona voluptuosa. La seva funció generalment és ajudar en Link atorgant cors i actualitzacions. Els dissenys de la Gran Fada a Ocarina of Time es va allunyar de les representacions tradicionals alades i presenten personatges amb trenes de color rosa brillant i que cobreixen el cos d'heura. Visitar aquestes fades ofereix al jugador l'oportunitat de reposar la salut i la màgia, però també rebre millores que es poden utilitzar en lluites de caps. Més tard es van utilitzar dissenys similars de Gran Fada a Majora's Mask. A The Wind Waker, els dissenys de la Gran Fada tenen l'aparença de nines amb expressions en blanc i milloren l'inventari d'objectes d'en Link. Quatre Grans Fades anomenades Cotera, Kayla, Mija i Tera estan escampades per Hyrule a Breath of the Wild i milloren l'armadura d'en Link a canvi de materials d'artesania. Les mateixes Grans Fades tornen a Tears of the Kingdom, on es troben en diferents ubicacions i només es poden desbloquejar després d'haver rebut una serenata per un grup musical anomenat Stable Trotters. A Hyrule Warriors, una de les armes desbloquejables d'en Link permet al jugador controlar una Gran Fada, amb en Link subjectat en una ampolla que porta amb ella. A Hyrule Warriors: Age of Calamity Les Grans Fades són personatges secrets que es poden desbloquejar completant quatre reptes de la Font de les Fades.

#### Marin
Marin és una noia jove que apareix a Link's Awakening. Troba en Link arrasat a l'illa de Koholint i el cuida per recuperar la seva salut, després de la qual cosa passa el seu temps al poble amb el seu pare Tarin. La Marin és estimada pels vilatans pel seu cant, concretament la seva cançó preferida, la Balada del Peix del Vent. Si el jugador no mor durant tot el joc, després dels crèdits es revela un final secret on la Marin desitja poder volar lluny de Koholint i el peix del vent li concedeix el desig reencarnant-la com una gavina. Jenni Lada de Siliconera va considerar que Marin era un dels aspectes més encantadors del joc perquè, en lloc de ser un personatge d'una nota, creix com a persona i també té un element de malenconia com a protagonista de la història. Timothy Monbleau de Destructoid va opinar que l'estreta relació de Marin amb en Link va marcar un canvi en la sèrie que va donar lloc a històries de personatges més personals en jocs posteriors, canviant el paper de Zelda i revelant més informació sobre el personatge d'en Link. Marin apareix com un trofeu a Super Smash Bros. Melee i també és un personatge jugable a través del contingut que es pot descarregar a Hyrule Warriors Legends.

#### Criatures
Les Criatures (ダンジョンボス, Danjonbosu, Dungeon Bosses) són monstres malvats i dolents principals de Link's Awakening. Envaeixen l'illa de Koholint amb l'esperança de governar-la. S'inclou Moldorm, (デグテール, Degutēru, Big Tail) un cuc segmentat que guarda el Violoncel de Lluna Plena a la Cova de la Cua, Genie, (ツボ魔王, Tsubo Maō, Pot Devil) un esperit semblant a un pallasso dins d'un pot que guarda la Banya de la Caracola a la Gruta de l'Ampolla, Slime Eye, (デグゾル, Deguzoru, Big Zol) un llim enorme i d'un sol ull que guarda la Campana del Lliri de Mar a la Caverna de les Claus, Angler Fish, (アングラー, Angurā, Angler) un enorme peix rap que guarda l'Arpa de Surf al Túnel del Pescador, Slime Eel, (フッカー, Fukkā, Hooker) una anguila massiva que guarda la Marimba del Vent a les Fauces del Bagre, Façade, (マットフェイス, Mattofeisu, Mat Face) una cara incorpórea que guarda el Triangle de Corall al Santuari de la Cara, Evil Eagle, (アルバトス, Arubatosu, Albatos) una àguila enorme i d'aspecte estrany que custodia l'Orgue de la Calma del Vespre a la Torre de l'Àguila, Hot Head, (デグフレム, Degufuremu, Big Flame) un cap incorpòs recobert de foc que guarda el Tambor del Tro a la Roca de la Tortuga, i Dethl, (シャドー, Shadō, Shadow) un ésser ombrívol que és qui va adormir el Peix del Vent i enfrontar-se a la Criatura final.

### Videojocs de Nintendo 64 (1998-2000)

#### Epona

Epona a Twilight Princess.

Epona és el cavall d'en Link, una euga amb pelatge clar i crina rossa. El protagonista l'utilitza principalment per viatjar més ràpidament. A l'Ocarina of Time, Epona naixia i era criada al ranxo Lon Lon. Després que el malvat Ingo aconseguís apoderar-se del ranxo gràcies a Ganondorf, Link salva Epona d'ésser el cavall de Ganon, guanyant Ingo en una cursa. Més tard, a Majora's Mask, Nen Calavera, roba Epona. Link pogué recuper-la al ranxo de Romalí. Epona també fa una aparició breu a The Minish Cap, tanmateix, aquesta vegada només se la veu estirant un carro de Lon Lon Milk. Encara que no està disponible per conduir, és possible fondre Kinstones amb ella. Epona també apareix a Four Swords Adventures principalment en un nivell on se la pot obtenir després de salvar Malon, encara que hi ha quatre cavalls que es munten, de la mateixa manera que hi ha quatre Links. A Twilight Princess, Link munta un cavall força similar a Epona; tanmateix, els intèrprets poden anomenar el cavall d'en Link en aquesta aventura nova. Epona té un paper molt més gran en aquest joc, fins i tot és utilitzat per Link en batalles a cavall en diverses ocasions. Epona té la seva pròpia cançó, que s'utilitza sovint com a manera de dominar i/o convocar-la. Epona té el nom d'una deessa celta de cavalls. Shigeru Miyamoto va dir que Epona va ser escollit específicament com a mitjà de transport principal d'en Link perquè pogués posar-se en contacte amb altres personatges. Charlotte Krol de NME va triar l'experiència de muntar Epona a Ocarina of Time com un dels aspectes més divertits del joc, assenyalant que la velocitat amb què els jugadors recorren el món del joc se sentia revolucionària en aquell moment. Chris Hoffman de GamesRadar va elogiar el vincle subtil entre en Link i Epona i la va descriure com la seva companya ferma durant tot el joc.

#### Navi
En les seves aventures, en Link és acompanyat per la Navi, la fada. Navi és una fada guardiana que ajudarà en Link en la seva lluita contra Ganondorf, d'alguna manera és la seva protectora d'ençà que aquest era un nen. En un principi, en Link era motiu de les burles dels nens Kokiri amb els que convivi perquè, a diferència d'ells, no tenia la seva pròpia fada guardiana. Això s'entén perquè tots els nens Kokiri obtenen una fada quan creixen, i al pobre Link no li arribava el dia d'aconseguir la seva. Tanmateix, aquest fet s'explica perquè ell era un "hilià", no un nen Kokiri, per tant no havia de tenir fada. L'Arbre Deku, l'esperit protector de la terra, envià a la fada Navi per ajudar a Link (sabent que el noi no rebria mai una fada perquè no era Kokiri) en la seva aventura en busca de la Triforça, donant-li els seus consells i pistes.
Quan en Link torna del futur, la Navi se'n va. La desaparició de la Navi es pot explicar pel fet que el seu deute a l'Arbre Deku havia expirat després que Link havia deixat el bosc i que Ganondorf havia estat derrotat. Veient que en Link no era d'origen Kokiri, ella no tenia una obligació permanent a ell. Això també explica el problema de fada abans d'Ocarina of Time. Tot i que la Navi deixa a Link, és clar que mantingueren una bona relació d'amistat. L'editor de GamesRadar, Mikel Reparaz, va classificar Navi com el personatge femení més irritant, i va escriure que hauria estat suportable si no interrompés el joc constantment amb "Hey!" i "Escolta!". Tom Goulter, també editor de GamesRadar, la va enumerar com la segona companya més molesta de la història.

#### Great Deku Tree/Gran Arbre Deku
El Great Deku Tree, que apareix a l'Ocarina of Time, és el Pare del Bosc acusat de vigilar i protegir els Kokiri, que viuen al Kokiri Forest («Bosc dels Kokiri»). És un arbre excepcionalment gran amb una cara humana.
Quan l'Ocarina of Time comença, l'Arbre Deku està patint un dur càstig a causa de la maledicció del malvat Ganondorf en un esforç per guanyar la Pedra Espiritual del Bosc que es troba en possessió de l'Arbre Deku. Com que coneixia el destí d'en Link, l'Arbre Deku envia Navi, la fada, per tal de guiar en Link, a qui demana que mati l'aranya anomenada Queen Gohma, que habitava dins seu. Encara que el monstre fou derrotat, l'Arbre Deku ja estava condemnat, però abans de morir, l'Arbre Deku dona la Maragda Kokiri en Link, i li diu que busqui la Princesa del Destí al Castell d'Hyrule. Després que en Link adult completi el Temple de Bosc, descobreix un brot petit, que s'anomenà el Brot Deku. És aquest brot que diu la veritat a Link sobre el seu passat, i li revela que ell no és un Kokiri, sinó un Hylian.
A The Wind Waker, el Deku Tree és el guardià del Refugi de Bosc i és l'esperit del bosc i de la terra llegendari. Al principi és turmentat per ChuChus i, després d'ésser ajudat per Link, li explica el seu habitatge i els Koroks que viuen allà. Link confessa que la seva energia màgica està disminuint pel fet que s'ha tornat feble amb l'edat. Se suposa que aquest és el mateix Deku Tree, el que era un brot a l'Ocarina de Temps, ja que confon el Link, l'Heroi dels Vents amb l'Heroi del Temps, parlant-li en la llengua Hylian antiga. Després que aquest ajuda el Korok Makar, l'arbre li entregà la Perla de Farone.
També apareix a Breath of the Wild on Zelda l'encarrega de protegir la Master Sword al bosc de Korok fins que en Link estigui preparat per reclamar-la. A Tears of the Kingdom, el Gran Arbre Deku ha estat enverinat per en Gloom, la qual cosa requereix que en Link netegi l'arbre derrotant un enemic anomenat Gloom Hands seguit de Phantom Ganon.

#### The Three Goddesses/Les Tres Deesses

##### Din
Din és la Deessa del Poder i del Foc en el món fictici de la franquícia The Legend of Zelda. D'acord amb la llegenda de la Relíquia Sagrada de la Triforça, emprà els seus braços de foc per esculpir el món i crear la terra. De la mateixa manera que les Deesses Farore i Nayru, deixà com a mostra del seu poder un dels fragments de la Triforça: la Sagrada Triforça del Poder. A més de ser la Deessa del Poder, Din s'encarna també en l'Oracle de les Estacions d'Holodrum, del videojoc The Legend of Zelda: Oracle of Seasons. En aquesta entrega, Din tenia el poder d'invocar les Deïtats de les Estacions del món paral·lel d'Hyrule, Holodrum, però el seu poder fou usurpat pel malvat Onox, el General de les Tenebres, i es va crear el desordre a les Estacions del món marginat d'Holodrum. El malvat fou derrotat per Link.
Abans d'assistir al Temple de les Estacions, Din confessà al jove Link: "M'estimo la Naturalesa. M'estimo la Terra, per això li dono el millor de mi mateixa, per expressar la seva bellesa a través del meu ball. Cada ball té un significat específic. Un és la Glòria de la Terra, el segon és la Glòria del Temps, el tercer és la Glòria de l'Oceà, el quart és la Glòria de la Pluja, el cinquè, la Glòria de la Calor, el sisè la Glòria de la Humanitat, el setè, la Glòria del Vent, i finalment, la Glòria de les Estacions. M'estimo les Estacions. Però m'estimo més ballar". En conclusió, la història de la Deessa Din a Oracle of Seasons, és un suport de la història de la trama de The Legend of Zelda: Ocarina of Time. Din és la creadora de la Terra i de la Naturalesa i de tot ésser vivent. Quan el malvat Ganondorf tocà la Triforça, i la va dividir en tres, ell es va quedar concretament amb el poder de la Deessa Din. Ell és la seva representació corpòria. El poder per crear vida de Din es va modificar en mans d'en Ganon, en un poder malvat per destruir.
L'Esperit de Llum Eldin, és una referència al nom de Din.

##### Nayru
Nayru és la Deessa de la Saviesa. Segons la llegenda, amb la seva saviesa, creava totes les formes vitals que protegiria l'esperit del món. Sovint se l'associa amb la Triforça de Saviesa, que la Princesa Zelda té, i la clau per poder controlar la Triforça de Poder. Se l'associa generalment amb l'element d'aigua, el blau de colors i porpra, temps i amor. A l'Ocarina of Time, la Gran Fada al Colós Desèrtic pot concedir el coneixement de "L'Amor de Nayru" a Link, una defensa màgica que creava un camp de força al voltant del seu cos en forma d'un cristall similar al de la Princesa Zelda, quan més tard és empresonada per Ganondorf. Tot i així és plenament capaç d'atacar mentre l'utilitza. Mentre està actiu, els atacs enemics encara el poden colpejar, però no li provoquen cap dany. Al Super Smash Bross Melee, Zelda utilitza l'habilitat com un defensa activa que també ataca el seu atacant i reflecteix elements llançats o contrarestar atacs.
L'Esperit de Llum de Lanayru és una refèrencia al nom de Nayru.

##### Farore
Farore és la Deessa del Valor. Segons la llegenda, utilitzava la seva ànima rica per donar esperit al món. També ajudava Din i Farore a crear la Triforça sagrada i llegendària. Se l'associa sovint amb la Triforça del Valor, que té en Link, i la clau a poder contrarestar la Triforça del Poder. Se l'associa generalment amb l'element d'aigua, el blau de colors i porpra, temps i amor. A l'Ocarine of Time, la Gran Fada, dins d'una cova a la Font Zora, pot concedir el coneixement del Vent de Farore a Link, una habilitat màgica que permet teletransportar el protagonista dels Dungenon. A Super Smash Bross Melee la princesa Zelda utilitza l'habilitat com el seu tercer salt, una forma de teletransportar-se horitzontalment, vertical o diagonal. Recobra grans distàncies, però no mou terreny.
L'Esperit de Llum de Faron és una referència al nom de Farore.

#### Kaepora Gaebora
Kaepora Gaebora (ケポラ・ゲボラ, Kepora Gebora) és un mussol savi que guia en Link al llarg de diversos jocs de la sèrie. A Ocarina of Time, se'l coneix com la reencarnació d'un antic savi. Hyrule Historia aclareix que és Rauru, el Savi de la Llum. També hi és present a Majora's Mask i Four Swords Adventures. Screen Rant va descriure el personatge com "probablement el personatge de Ocarina of Time més odiat", assenyalant els seus llargs discursos, que poques vegades proporcionen consells útils. Devin Ellis Friend va informar que la interacció amb el personatge havia causat una frustració particular perquè al final dels seus discursos preguntava als jugadors si volen que es repeteixi el consell i com que el cursor predeterminat és sí, pot provocar que els jugadors repeteixin el mateix consell una altra vegada.

#### Rauru

Rauru.

Rauru (Räoo'roo) és un ancià Hylian i correspont al Savi de la Llum, és el més veterà de tots els Savis d'Hyrule. Rauru és, a més, l'arquitecte del Temple del Temps, el guardià del Temple del Temps i del portal al Sacred Realm («Regne Sagrat»), on es trobà la sagrada Triforça. Custodia el Temple de la Llum, al centre del Regne Fosc irrompit pel despietat Ganondorf. Li explica a Link els esdeveniments dels set anys en què ell es va quedar atrapat en el Pedestal del Temps, com el malvat Ganondorf (l'autoproclamat Rei del Mal) va aconseguir la Triforça del Poder, i com Link es convertí en l'Heroi del Temps. És el primer Savi que conegué l’Heroi del Temps.
Li donà al protagonista Link el Medalló de la Llum, i li concedí dur a terme la missió d'ajudar els Savis Hylians del mal que Ganon havia implantat en els temples d'Hyrule. Existeix un possible rumor sobre Rauru en què es creu que aquest és Kaepora Gaebora, el mussol que ajudà al jovenet Link en la seva etapa infantil, però que desaparegué misteriosament en l'etapa adulta. Aquests rumors queden confirmats amb les Pedres Xafarderes (del castellà Piedras Cotillas): aquestes pedres confirmen que Kaepora Gaebora és l'encarnació d'un Savi de l'antiguitat. Si es pren en consideració aquesta afirmació, Kaepora Gaebora és l'encarnació de Rauru en Hyrule, l'únic Savi dels ja coneguts que quadren en aquesta afirmació.

#### Saria
Saria (Sä'rē-ä) és una bonica, talentosa i admirada Kokiri protegida en les fronteres de l'Arbre Deku. Com tota Kokiri, no pot abandonar físicament el Bosc dels Kokiri, pel fet que si ho fes, moriria a l'instant. Ella és la millor amiga del jove Link i toca molt bé l'Ocarina. De fet és l'única Kokiri que tracta a Link amb correspondència, pel fet que aquest no posseís la seva pròpia fada guardiana. Quan aquesta descobreix que Link ha de dur a terme la seva missió encomanada per l'Arbre Deku, Saria li regala l'Ocarina de les Fades i li ensenya la Cançó de Saria, important per accedir al Temple del Bosc (on Saria seria segrestada per Phantom Ganon).
Després que en Link soluciona la maledicció de l'Arbre Deku, assassinat pel monstre Gohma; enviat pel despietat Ganondorf, Link revereix la Maragda Kokiri, una Pedra Espiritual. Més endavant, la Saria estarà tocant l'Ocarina davant del Temple del Bosc. Tanmateix, quan Link viatjà en el temps convertint-se en l’Heroi del Temps, descobreix que Saria, la Savina del Bosc reconeguda per les Deesses creadores del món, havia estat raptada per un malvat esperit al santuari del Temple del Bosc: Phantom Ganon, engendre de Ganondorf. Quan en Link derrotà definitivament el malvat fantasma en el Temple del Bosc, Saria li entregà el Medalló del Bosc.
En el videojoc, Saria és un dels tres Kokiri que s'atreveixen a entrar en els Boscos Perduts, kokiris que són necessaris perquè el jove Link pugui penetrar en aquests boscos (els altres dos són Mido i Fado). Es diu que si un membre de la raça Kokiri vaga profundament en els Boscos Perduts i es queda allí un temps determinat, es convertirà inevitablement en un Nen Calavera. Si passa en el cas de ser un Hylian, com el cas de Link, es convertirà perdudament en un monstre Stalfos. La Kokiri Saria és admirada per la seva amabilitat i pel fet de ser l'única de la seva gent en penetrar en el fons dels Boscos Perduts. Cap Kokiri sabia que ella era en realitat una Sàvia d'Hyrule, motiu pel qual podia entrar al bosc sense patir cap mal. L'hàbitat preferit de la Saria en el bosc era el Prat Sagrat del Bosc que hi havia davant del santuari del Temple del Bosc. Saria finalment es sacrifica convertint-se en la Sàvia del Temple del Bosc per ajudar en Link en la seva recerca.

#### Darunia
Darunia (Nē-ä del dä-roo) és el líder de la raça dels apacibles Goron i resideix a la Ciutat Goron a la Muntanya de la Mort. Darunia està compromès i estressat perquè la caverna on s'alimentaven ell i la seva tribu han estat ocupades pels perillosos Dodongo. Són una espècie de dinosaure molt agressius enviats pel malvat Ganondorf, com a càstig per no entregar-li el Rubí Goron (també coneguda com la Pedra Espiritual de Foc). Quan en Link li ensenya la Cançó de Saria a Darunia, aquest s'anima amb la cançó: li atorga el Braçalet per poder carregar les Flors Bomba i poder endinsar-se a la Caverna Dodongo, demanant-li així matar el mal que s'ha apoderat de la seva caverna alimentària. Si en Link acompleix aquesta missió, Darunia li atorgarà la Pedra Espiritual.
Quan Link matà al rei dels Dodongo, soluciona el problema dels dinosaures, i Darunia li entrega com a obsequi el Rubí Goron, la Pedra Espiritual del Foc. (Graciosament, Darunia en l'intent d'acariciar l'esquena d'en Link, li clava una empentada que el tira a terra). En algun moment dels set anys en els quals Link varà estar dormit en el Pedestal del Temps, Darunia varà tenir un fill a qui anomenà Link. En aquests mateixos anys, en què Ganondorf governava Hyrule amb puny de ferro, aquest va voler exterminar els Goron ressuscitant el malvat Drac Volvagia, que fou derrotat en l'antiguitat per un heroi Goron i que s'alimentava únicament de Goron. Després del retrobament entre Darunia i Link, el líder Goron combatí Volvagia, però fou derrotat. Només quan Link varà matar el drac, Darunia va poder despertar i ascendir com a Savi del Foc, entregant-li el Medalló del Foc. Darunia torna com un personatge jugable a Hyrule Warriors.

#### Princesa Ruto
La Princesa Ruto (Roo'tō), és la filla del Rei de la noble raça aquàtica Zora, i d'una mare difunta. Després dels esdeveniments de The Legend of Zelda: Ocarina of Time, el seu nom és donat a la ciutat de la Muntanya de Ruto en Zelda II: Adventure of Link. Aquesta joveneta, com a nena en l'etapa infantil de l’Heroi del Temps, és alegre i despreocupada, però molt immadura, i consentida en la seva jerarquia noble del regne aquàtic de son pare. Després se satisfà quan el jove Link la va localitzar i rescatar de l'estómac de Jabu-Jabu, guardià dels Zora maleït per Barinade (enviat per Ganondorf quan en Jabu-jabu s'empassà per accident la princesa i el safir. Com aquesta explica al joc, el Safir Zora és la possessió més valuosa d'aquesta raça, perquè se la va entregar la seva mare (la reina) quan va morir. La mare de la Ruto sol·licità que ella obsequiés l'home que seria el seu marit amb aquest safir. Per aquest motiu, després que en Link la rescatés, la princesa Ruto dona la pedra al protagonista, feliç, en senyal d'haver decidit que seria el seu futur espòs.
Anys més tard, quan Ganondorf governa Hyrule i la ciutat estava sumida en les tenebres, els dominis Zora es congelaren i els habitants varen morir degut al fred. Tots els Zora es varen extingir, excepte la Ruto: havia estat salvada gràcies pel misteriós Sheik. Es dirigí al Temple de l'Aigua, on es trobarà el responsable de l'extermini Zora: Morpha. Després en Link es convertí en l’Heroi del Temps, i va arribar al Temple de l'Aigua, on es trobà de nou la Ruto, que el reganya per haver-la fet esperar durant set anys el seu compromís matrimonial. Quan Link derrotà Morpha, Ruto ascendí com a Sàvia de l'Aigua, i li entrega el Medalló de l'Aigua al protagonista. Ella exposa, després de donar-li el medalló, que no faria res més que donar-li el seu amor etern, però que no poden estar junts, almenys fins que Link finalitzi la seva missió. Ruto torna com un personatge jugable a Hyrule Warriors.

#### Nabooru

Emblema dels Gerudo

Nabooru (Nä-bōō'roo), és una de les dones que componen la tribu de lladres Gerudo, que habiten la zona desèrtica a l'oest d'Hyrule, situat al marge d'aquest. El seu caràcter és aventurer i apassionat. És la segona al manament després del Rei Gerudo, que habitua a ser l'únic baró de la tribu de lladres. Anomenada com la Lladre Honrada, és de caràcter independent, però de bon cor. Nabooru és l'única de la seva raça en ser deslleial al seu malvat líder, Ganondorf, i intentar enderrocar-lo robant els Guants Platejats del Temple de l'Esperit. Aquests guants donarien una certa força sobrehumana a Nabooru, però serien inútils contra la màgia negra de Ganon. Quan coneix en Link de jove al Temple de l'Esperit, sentí una gran simpatia per aquest.
Quan Nabooru, amb l'ajuda del petit Link, intenta robar els guants al Temple, les madrastres d'en Ganondorf (les poderoses fetilleres Gerudo, la Koume i Kotake o conegudes també com a Twinrova), la segresten durant set anys, retenint-la dins d'una armadura, convertint-la en un Iron Knuckle (un enemic molt poderós). Al llarg dels set anys, quan Link es va convertir en l’Heroi del Temps i Ganondorf en el Rei del Mal, va aconseguir alçar-se al poder, el jove protagonista, i en aquest cas, per salvar a Nabooru, va haver de combatre contra aquesta. Després hagué de batallar amb les despietades bruixes Twinrova. Una vegada mortes les germanes Twinrova, Nabooru va ser reconeguda pels Savis d'Hyrule com la Savia de l'Esperit, el que la portà a convertir-se en una de les salvadores del Regne d'Hyrule a la batalla final contra Ganondorf.

#### Dampé
Dampé és un vell cuidador del cementiri que apareix en diversos jocs. Va ser presentat a Ocarina of Time on es troba al cementiri del poble de Kakariko. El seu paper és oferir una visita guiada al cementiri i ajudar el nen Link a trobar tresors. Quan juga com a Link adult, Dampé és mort i en Link ha d'entrar a la seva tomba i desafiar el fantasma de Dampé a una carrera per reclamar el ganxo. A Majora's Mask, es pot trobar al cementiri d'Ikana buscant un tresor que en Link l'ajuda a trobar. A Four Swords Adventures, es troba al cementiri de la zona del pantà i li explica en Link sobre el Bosc de la Llum. A The Minish Cap, es troba a la Vall Reial, on en Link pot fusionar-se amb ell per desbloquejar recompenses i ubicacions. També apareix com a cuidador del cementiri de A Link Between Worlds. Al remake de Nintendo Switch de Link's Awakening, dirigeix l'editor de Chamber Dungeon, on els jugadors poden muntar masmorres personalitzades.

#### Malon
Malon (マロン, Maron) és una noia jove i un personatge recurrent que apareix a Ocarina of Time, on interactua amb en Link en diverses ocasions al joc. Es troba fora del castell d'Hyrule, on canta "la Cançó d'Epona". Més endavant al joc, en Link visita el ranxo Lon Lon i ajuda a Malon i al seu pare Talon amb les seves proves. Allà ensenya en Link "La cançó d'Epona", que li permet cridar el cavall Epona en qualsevol moment. Després que en Link s'apropi d'Epona, pot tornar en Malon per desafiar-la en una contrarellotge. Si bat el rècord de 50 segons de Malon per la pista d'Epona, posarà una vaca a casa seva al bosc de Kokiri. A Oracle of Seasons, ella i el seu pare crien Cuccos al nord del poble d'Horon prop del llac Eyeglass a Holodrum. Com a part de la recerca comercial, si en Link li dona el Cuccodex, ella li donarà l'ou Lon Lon. A Four Swords Adventures, els quatre Links guien Malon cap al seu pare, Talon, quan els cavallers del castell li bloquegen el camí. En reunir-la amb Talon, li dona permís als Links per utilitzar els seus cavalls, que apareixen quan un dels Links toca una pastanaga. També fa una aparició a The Minish Cap, on en Link l'ajuda a ella i en Talon a tornar a casa seva trobant una clau, i després es trasllada a la ciutat per vendre Lon Lon Milk.

#### Twinrova

Twinrova.

Twinrova (双生魔術師ツインロ Tsuinrōba) són les despietades bruixes guardianes del santuari sagrat Gerudo, el Temple de l'Esperit situat al Colós del Desert, al Desert Encantat. Varen ser elles qui van criar el malvat Ganondorf, el futur Rei del Mal, a qui van portar pels camins de la màgia negra i el van encaminar en la maldat i la foscor; el van traumatitzar en les seves futures ànsies de conquerir un món pròsper, en què ell pogués governar-hi com el seu legítim i únic Rei. (Es podria afirmar que a causa d'aquestes bruixes en Ganon és malvat).
També varen mantenir empresonada la jove Nabooru, la futura Sàvia de l'Esperit durant set anys, dins d'una armadura, a qui van rentar el cervell i la van manipular com un titella sota les seves ordres. Finalment, després d'una cruenta lluita, les fetilleres Twinrova foren derrotades per la seva pròpia màgia a mans de l'Heroi del Temps. En l'última fase de la lluita es van fusionar transformant-se en la veritable Twinrova. En ser vençudes per la seva màgia, van jurar venjar-se del jove Link algun dia, fet que es podria interpretar en la sèrie Oracle (els videojocs The Legend of Zelda: Oracle of Seasons i The Legend of Zelda: Oracle of Ages, respectivament). Twinrova reapareix a Majora's Mask i la sèrie Oracle. Quan en Link es troba amb ells en una batalla d'enemics finals a Ocarina of Time, combinen la seva màgia per convertir-se en un poderós enemic, capaç d'enfrontar atacs de foc i gel en Link. Poden ser derrotats per en Link desviant els seus propis atacs amb l'ajuda d'un Escut Mirall. Chris Freiburg, escrivint per a Den of Geek, va enumerar aquesta batalla com la millor lluita d'enemics guardians del temple del joc i la va considerar una de les millors de la sèrie. Kenneth Shepard de Kotaku va pensar que la batalla de Twinrova representa la fusió de les habilitats i personalitats màgiques contrastades de les dues germanes, però també és una al·legoria de la seva estreta relació. Dan Ryckert de Game Informer va classificar a Twinrova com la millor batalla d'enemics de la sèrie anomenant-la "lluita emocionant" perquè, a la fase final, en Link ha d'absorbir tres explosions del mateix element abans de poder desviar un atac, la qual cosa significa que el jugador ha d'anticipar-se als moviments de Twinrova per tenir èxit.

#### Skull Kid/Nen Calavera

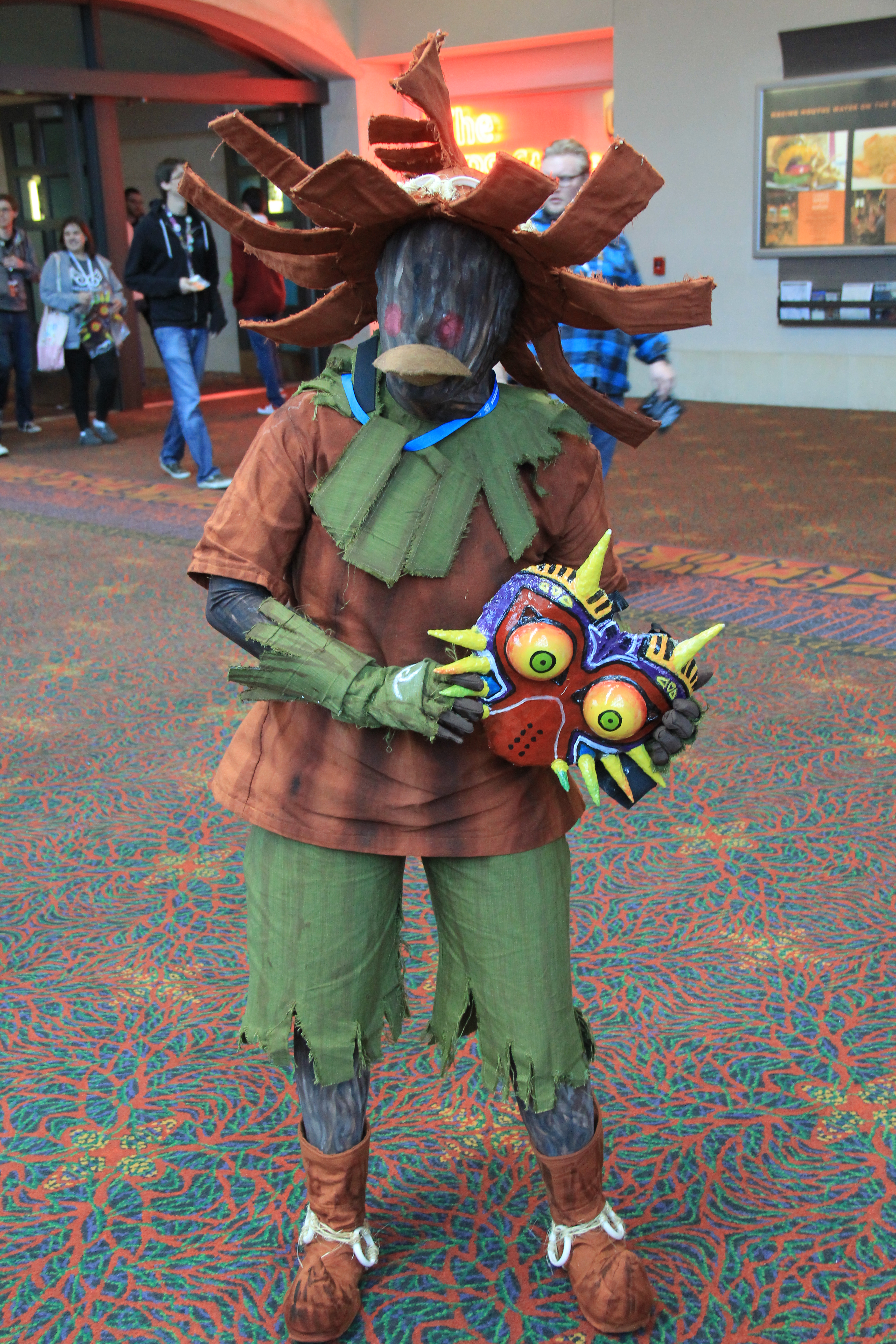
Cosplay del Nen Calavera amb la màscara Majora

Skull Kid («Nen Calavera») és un jove diableta que apareix per primera vegada a Ocarina of Time. Se'n poden trobar tres a Lost Woods, que apareixen sense cares. Dos juguen a un joc de memòria amb en Link de petit i un el recompensa si li toca una cançó en particular amb el seu ocarina. En la seqüela directa, Majora's Mask, el Nen Calavera es veu fent cabrioles amb un parell de fades anomenades Tatl i Tael. Roba la «Màscara de Majora» que li atorga un gran poder però el corromp. Sota aquesta influència, maleeix els habitants de Termina i fa que la lluna caigui cap a Clock Town. Es veu frustrat quan els seus vells amics els Quatre Gegants de Termina impedeixen que la lluna caigui i en Link derrota en Majora. Al final, el Skull Kid assenyala que en Link "fa una olor molt semblant a aquell nen de fades que [li] va ensenyar aquella cançó al bosc", cosa que suggereix que és el mateix Skull Kid que es veu a Ocarina of Time. Skull Kid també fa aparició a Twilight Princess. Fa un cameo a Super Smash Bros. Brawl com un parell d'adhesius. Apareix al manga de The Legend of Zelda. Skull Kid també apareix com un personatge jugable a Hyrule Warriors Legends i Cadence of Hyrule. Levi Winslow de Kotaku va triar Skull Kid com l'aspecte més espantós de Majora's Mask, perquè les seves bromes es tornen cada cop més violentes a mesura que la màscara li pren el seu seny. Bloody Disgusting va elogiar el disseny físic del personatge, especialment la seva màscara vibrant i en forma de cor, que "desprén un atractiu místic". L'aparició de Skull Kid al curtmetratge fanfilm del 2016 Majora's Mask: Terrible Fate, amb la veu de Joe Zieja, va rebre una gran atenció entre el fandom de The Legend of Zelda i l'aclamació de la crítica.

#### Majora
Majora és el principal dolent de Majora's Mask, una entitat misteriosa en forma d'artefacte sensible que una vegada va utilitzar una tribu sense nom per a maleficis i tortura. Es veu principalment que la màscara es porta a la cara de Skull Kid, que, corromput per les influències de la Majora, utilitza la màgia fosca de la màscara per causar estralls a Termina. Durant la batalla final amb el cap, es mostren tres formes de Majora; una criatura semblant a una medusa flotant, la forma Encarnació i La ira de Majora («Majora's Wrath»). Els dos últims són criatures humanoides, tot i que La ira de Majora té uns braços llargs i semblants a un fuet. CJ Andriessen de Destructoid la va descriure com "la batalla d'enemics final més estranya de la història de Zelda", citant el punt en què Majora's Mask brota braços i cames i un tercer ull, i anomenant la seva forma final de La ira de Majora "quelcom estan fets de malsons". Kenneth Shepard de Kotaku va considerar que la baralla amb Majora era inquietant i desorientadora: "Pases tot aquest temps veient com els ciutadans de Termina s'acorden amb la mort i el dol, i després trobes que la força de la natura darrere de tota aquesta desesperació és aquesta criatura boja delirant que només existeix per sembrar caos". La màscara de Majora («Majora's Mask») és una peça de cap que es pot obtenir a Breath of the Wild i Tears of the Kingdom.

#### Happy Mask Salesman/Feliç Venedor de Màscares
El Happy Mask Salesman (お面屋, Omen'ya, Mask Shop Owner) («Feliç Venedor de Màscares») és un home misteriós que viatja pel món recollint màscares. A Ocarina of Time i Oracle of Ages, ven màscares que tenen en compte les missions secundàries de comerç d'objectes separats del joc principal. A Majora's Mask, té un paper més integral. En els seus viatges per trobar màscares rares, és emboscat per Nen Calavera i les seves dues fades, Tatl i Tael; roben Màscara de Majora, una màscara poderosa, però malèvola. En adonar-se que en Link ha estat maleït per convertir-se en un Deku Scrub pel Nen Calavera, el Feliç Venedor de Màscares s'ofereix a desfer la maledicció a canvi de la màscara de Majora i l'Ocarina del temps d'en Link. El Feliç Venedor de Màscares també proporciona en Link informació sobre les diferents màscares que es poden recuperar dins del joc sempre que en Link parli amb ell. Marty Sliva, escrivint per a The Escapist, va descriure les primeres paraules del personatge "T'has trobat amb un destí terrible, oi?" tan "icònics" ja que transmeten una gran quantitat de significats. La frase és la reacció del personatge a la transformació d'en Link a l'inici del joc, però també insinua la incertesa que aquest fosc destí es pot revertir. IGN el va classificar al quart lloc de la seva llista dels 20 personatges més estranys de Zelda: "Amb el seu somriure maníac, seguit d'aquell somriure horrible, seguit de tota mena de canvis d'humor, aquest paio era francament inquietant".

#### Tatl
Tatl és una fada companya que apareix a Majora's Mask. Apareix com l'equivalent del Navi de Ocarina of Time, la seva funció és proporcionar en Link una guia durant tot el joc. Inicialment és hostil amb en Link i ella i el seu germà Tael li embosquen amb el Nen Calavera. Els esdeveniments fan que quedi enrere, la qual cosa fa que accepti de mala gana ajudar en Link perquè pugui retrobar-se amb el seu germà. S'adona que el Nen Calavera ha de ser alliberat de la influència de la Màscara de Majora per salvar la terra de Termina de la destrucció. Tatl va ser escollida com la millor companya de fades per Lowell Bell de Nintendo Life, qui va elogiar la seva història de fons, personalitat i paper destacat en els esdeveniments del joc. Jeff Levene, escrivint per a The Escapist, la va elogiar com una millora significativa del Navi i va destacar la seva rica personalitat, bons consells i desenvolupament com a companya de Link.

#### Tingle

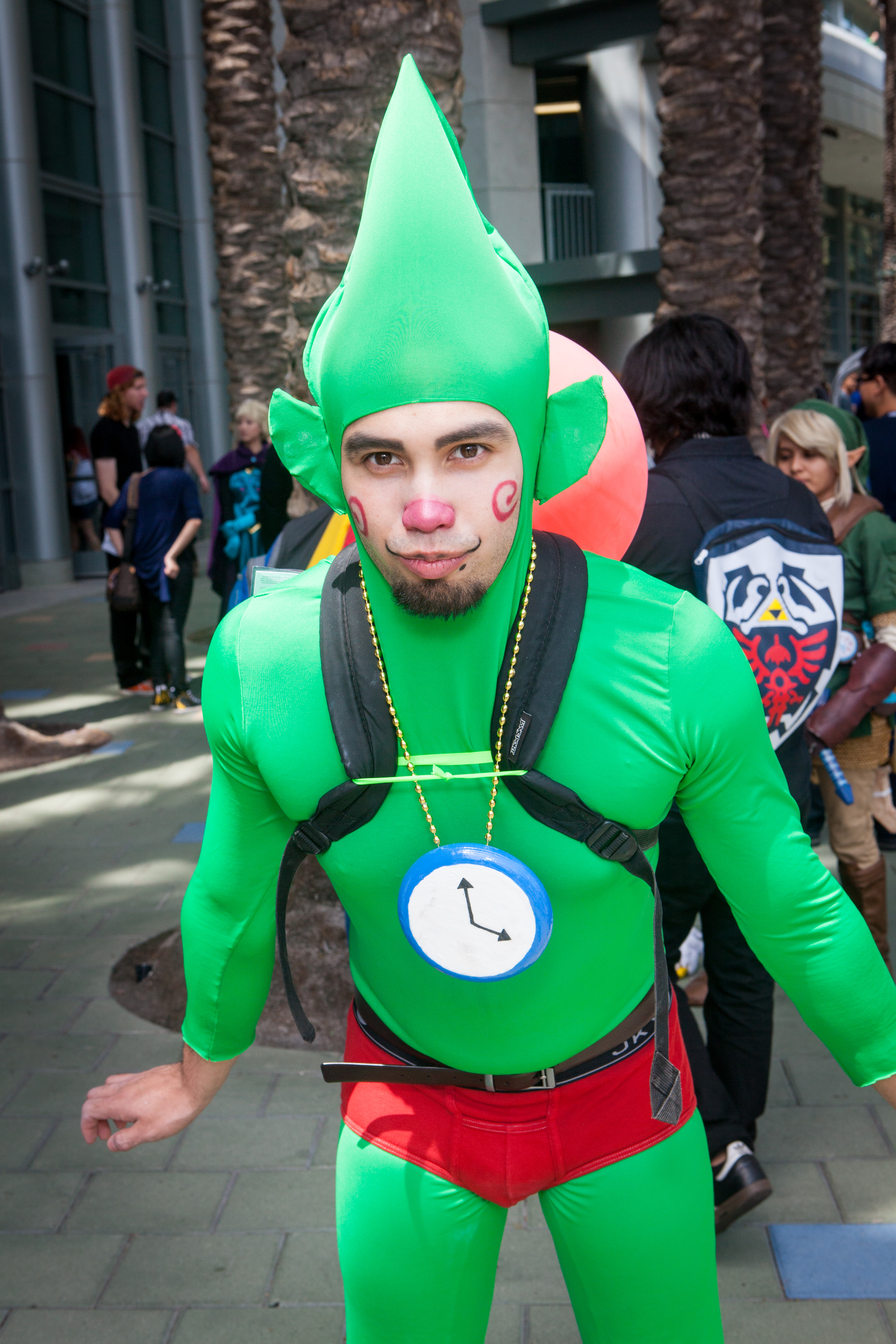
Cosplay de Tingle al WonderCon de 2014.

Tingle és un home de mitjana edat excèntric que està obsessionat amb les fades i es creu que n'és una reencarnació. Apareix per primera vegada a Majora's Mask, on porta un vestit de cos verd i flota en un globus venent mapes. Ell reapareix dins de Wind Waker, primer en una cel·la de presó situada a l'illa Windfall, i després en una alta torre de fusta, on torna a actuar com a cartògraf. També apareix a Oracle of Ages, Four Swords Adventures i The Minish Cap. Va fer cameos a Phantom Hourglass com a cartell, en Spirit Tracks, una figureta gairebé de botiga, i dins de Skyward Sword com una nina a l'habitació de Zelda a l'Acadèmia de Cavallers. Tingle ha guanyat certa notorietat perquè els jugadors nord-americans no li agradaven i no ha aparegut a la sèrie principal des de Twilight Princess. Va ocupar el primer lloc a la llista de IGN dels personatges de Zelda més estranys. El personal d′IGN va expressar el seu contrari pel personatge amb un "Mor, Tingle, Mor! Mor!" del 2004. Campanya", descrivint-lo com un "pallasso monstre" i afirmant: "odiem en Tingle, el volem mort i no el representarem en un altre joc de Zelda". Ha passat a participar en els seus propis jocs, inclòs Freshly-Picked Tingle's Rosy Rupeeland. També és un personatge jugable mitjançant contingut descarregable a Hyrule Warriors. El seu vestit de fada verd és una armadura que es pot obtenir a Breath of the Wild i Tears of the Kingdom.

### Videojocs de GameCube i Game Boy Advance (2002-2004)

#### Vaati
Vaati (グフー Gufū) el Wind Mage (en català: Mag dels Vents) és un malvat i poderós fetiller. El primer aspecte de Vaati, en la cronologia de The Legend of Zelda: The Minish Cap, és el de jove fetiller de gran poder màgic obscur, que un bon dia introdueix innombrables monstres en el Regne d'Hyrule, i converteix la Princesa Zelda en pedra. Era un Minish. Un cop convertit Vaati en un poderós mag, perseguiria el seu anhel principal: apoderar-se de la Light Force («Força Lleugera», o «Força de la Llum» en català) que li atorgaria un poder diví il·limitat. Quan Vaati sabé on era la Força (a l'interior de la Princesa Zelda), s'apoderà del Castell d'Hyrule i el transformà en el seu cau, amb la intenció de robar la Light Force de la princesa. S'apoderà de la seva Light Force. Link vencé la seva màgia i forçà Vaati a convertir-se en un monstre per poder sobreviure a la batalla. Encara que la màgia del fetiller Vaati fos il·limitada, Link el vencé en última instància, i l'empresonà en la làmina de Picori, que més tard seria coneguda com l'«Espasa Quàdruple» (Four Sword en anglès), a causa de la seva capacitat de desdoblar el seu portador en tres entitats separades. Vaati reapareix en Four Swords i Four Swords Aventures.

#### Ezlo
Ezlo és una gorra verda parlant màgica que apareix a The Minish Cap. Posseint una cara semblant a un ocell, el personatge serveix com a company d'en Link durant tot el joc, oferint-li consells i comentaris humorístics. Li dona en Link la capacitat de reduir-se fins a la minúscula mida del Minish i es pot utilitzar com un paracaigudes per portar en Link d'una zona a una altra. El paper d'Ezlo és fonamental per a la història del joc i implica l'arc de redempció del propi personatge. Jeff Levene, escrivint per a The Escapist, va elogiar el disseny d'Ezlo com un "deliciós joc de la pròpia gorra verda icònica d'en Link" i el va descriure com un personatge completament realitzat. Thomas Jones de Nintendo Life va expressar una preferència per Ezlo com a company en comparació amb personatges anteriors com el Navi, descrivint-lo com "un dels guies/companys més entranyables i adorables que ha tingut en Link en els seus molts viatges".

#### Beedle
Beedle, també conegut com a Terry en diferents localitzacions dels jocs, és un comerciant ambulant que ven nombrosos objectes en Link per ajudar-lo, així com articles de vegades exòtics. També valora els seus consumidors amb descomptes de recompenses. Apareix per primera vegada a The Wind Waker on es pot trobar al voltant de nombroses illes del Gran Mar a la seva botiga de barques. A The Minish Cap, Beedle apareix a Hyrule Town («Ciutat d'Hyrule») venent Picolyte després que en Link fusiona els kinstones i neteja l'àrea amb el Gust Jar. A Phantom Hourglass, el seu paper és el mateix que el de The Wind Waker, però ven peces de vaixell. A Spirit Tracks el seu paper és el mateix, però en comptes d'un vaixell, se'l veu volant en un globus a través de New Hyrule («Nou Hyrule»). A Skyward Sword el seu paper és el mateix, viatjant des de casa seva a l'illa fins a Skyloft en una barraca de fusta amb pedals amb hèlixs tipus helicòpter que serveix també com a botiga. A Breath of the Wild i Tears of the Kingdom, viatja a peu amb una motxilla gran, i sovint se'l veu a diferents estables. IGN el va classificar al número 14 de la seva llista dels 20 personatges més estranys de Zelda.

#### Medli
Medli és una jove Rito i la Sàvia de la Terra, és l'aprenent d'assistent de Valoo, un poderós drac i l'Esperit del Cel. Quan no serveix a Valoo, atén el jove príncep Komali i practica la seva arpa, el símbol de la Sàvia de la Terra. El seu avantpassat Laruto, un Zora, era el savi original; Laruto ensenya en Link la Lírica del Déu de la Terra i apareix en Medli en una visió per informar-la del seu deure sagrat. Medli viatja al Temple de la Terra amb en Link i l'ajuda a navegar-hi portant-lo a distàncies curtes i ajudant a resoldre trencaclosques. Finalment, comença a oferir les seves oracions, cosa que restaura l'energia i la vora de l'Espasa Mestra. Més tard reapareix com a jugador descarregable a Hyrule Warriors. Josh Max de Nintendo World Report va nomenar a Medli com el seu personatge favorit de Zelda, descrivint-la com "una nena ocell amb un cor d'or". Va lloar la seva responsabilitat i amabilitat i va assenyalar que, tot i que no està preparada per assumir el paper de Sàvia i assistent de Valoo, sempre fa tot el possible i és una aliada valuosa en el joc.

#### Makar
Makar és un jove Korok i el Savi del Vent. És un dels fills estimats del Gran Arbre Deku. Durant la cerimònia anual de sembra, Makar interpreta una cançó especial en un violí frondós, el símbol del Savi del Vent. El seu avantpassat Fado, un Kokiri i el Savi original va ser assassinat per Ganondorf quan va envair el Temple del Vent. Fado s'apareix en Link i li ensenya l'Ària del Déu del Vent per despertar en Makar al seu destí. Quan Makar descobreix que és el successor de Fado, accepta de bon grat el seu paper de Savi del Vent. Tot i que Makar és capturat al Temple del Vent, en Link l'allibera i ell ajuda en Link i restaura completament el poder de repel·lir el mal a l'Espasa Mestra, que es manifesta com una resplendor brillant. Zachary Miller de Nintendo World Report va triar Makar com el seu personatge favorit a la sèrie Zelda, descrivint-lo com "adorable" i nomenant-lo com el personatge més destacat del joc.

### Videojocs de Wii, Nintendo DS i 3DS (2006-2015)

#### Midna

Midna en la seva forma maleïda.

Midna (ミドナ, Midona) la Twilight Princess, legítima descendent de la Família Reial del regne del Crepuscle, càrrec que fou usurpat pel malvat Zant. No només va ocupar el seu lloc com a líder del Crepuscle sinó que transformà la princesa Midna en l'ésser que apareix en el joc. Per això intenta venjar-se del tirà Zant fent servir l'heroi Link, escollit per les Deesses, recuperant així els fragments de la Fused Shadow, un artefacte màgic del crepuscle No obstant això, quan Link i Midna aconseguiren recuperar l'artefacte sencer, Zant, el Tirà de les Ombres, els trobà i deixà a la princesa malferida (a part de robar-los la Fused Shadow). Després de cercar la Master Sword, seguiren al malvat fins al Desert Gerudo, l'únic punt accessible al Twilight Mirror. Però aquest punt de connexió entre els dos mons havia estat trencat per Zant, que havia fet servir la màgia de Ganon.
Un cop restaurat el Twilight Mirror, Midna i Link aconsegueixen infiltrar-se al «Regne Crepuscular», derrotant el malvat tirà i recuperant la Fused Shadow, que Midna utilitzà per matar l'usurpador. Tanmateix, el malefici que retenia transformada a Midna només es podia trencar derrotant a Ganondorf, l'autor de totes les desgràcies de la trama de l'argument. Midna va utilitzar el poder de l'Ombra Fosa en la batalla final contra Ganon, però va ser derrotada per l'enemic i l'artefacte màgic va ser destruït. Durant uns instants, Link va creure que Ganondorf havia matat la Midna, però després de la derrota del Gerudo, es descobreix que no és així: la princesa recuperà el seu aspecte original, la veritable Reina del Crepuscle. Finalment, Midna utilitzà el Mirall del Crepuscle per tornar al seu món, tot i que decideix destruir aquest mirall (que servia de connexió entre el món de la llum i el món de la foscor) per no causar problemes mai més. S'espera que aquest personatge participi en més jocs de Zelda o que sigui la protagonista d'un joc propi, ja que el seu carisma i la seva forma de ser evidència que és un personatge molt digne de conservar-se en la saga Zelda. Destructoid va incloure a Midna com una de les deu millors companyes de la història dels jocs, citant el seu caràcter descarat, la seva capacitat per ajudar en Link a destruir enemics i els seus moments emocionals al joc. Jeff Levene, escrivint per a The Escapist, també la va triar com la millor companya, descrivint-la com un personatge plenament realitzat amb més capes que altres companys.

#### Zant

Zant, el Usurper King.

Zant (ザント Zanto) és el malvat Usurper King («Rei Usurpador»); de la raça dels mestres de la màgia negra, els Twili i antagonista principal del joc. Zant era un lleial servidor de la Família Reial del Twilight Realm («Regne del Crepuscle»). Era el següent en la successió de la corona, però per la seva ambició i la seva ànsia de poder, no li va ser atorgat el poder de governador del Crepuscle. Aquest poder va ser atorgat a Midna, membre de la reialesa i legítima hereva del regne del crepuscle. Així Zant, deprimit i enfadat amb la Família Reial, expressà el seu dolor en pregàries (sentia que la seva vida era miserable) i les seves pregàries foren escoltades pel malvat Ganondorf que, a canvi de garantir els seus serveis, prometé a Zant donar-li extraordinaris poders màgics.
Els màxims anhels d'en Ganondorf, eren unir el món del Crepuscular i el món d'Hyrule, objectiu que el corrupte Rei Usurpador va complir al peu de la lletra sense cap mena de contrarietat, creant així un món on només ell seria Rei. Per aconseguir-ho, va haver d'arrabassar-los l'essència lluminosa als Esperits de la Llum, els causants de la condemna dels habitants del crepuscle. Així, el Tirà de les Ombres (Zant), aconseguiria convertir Hyrule en part del Domini de les Ombres (Dominios de las Sombras, en la versió Pal), del Mirror of Twilight («Mirall del Crepuscle»), on el seu Déu (Ganondorf) acabaria regnant amb ell. Per això Zant havia de derrocar la Família Reial del Crepuscle, robar la seva corona, expulsant la princesa Midna del Twilight Realm. Després de conquerir Hyrule, perquè Ganondorf pogués ressuscitar, Zant trenca el «Mirall del Crepuscle» per evitar que es pogués viatjar a Crepuscle i per mantenir sota control a Midna i Link.
Zant transforma la seva gent (els seus súbdits del crepuscle) en monstres al seu servei per atacar Hyrule. Després, crear uns insectes que absorbeixen l'essència lluminosa dels Light Spirits («Esperits de la Llum»). Així, ningú podria derrotar-lo ni impedir que el seu déu ressuscités a Hyrule. Tanmateix, no comptava amb què la legítima hereva del tro (Midna) s'havia aliat amb en Link per fer-li front. Tot i aquesta unió, Zant els derrota després que els protagonistes haguessin aconseguit els fragments de la Fused Shadow, i deixà moribunda a la Midna. Després, quan Link i Midna cercaren la Master Sword i Link recuperarà la seva forma original, es disposaren a recuperar els fragments del Twilight Mirror i entraren al Twilight Realm. Zant fou finalment derrotat al Palau del Crepuscle, quan l'Heroi el derrotà en combat i Midna destruí el seu cos físic. Tanmateix, Zant no podia morir mentre el Ganondorf seguís amb vida, perquè aquest seguiría ressuscitant-lo sense final gràcies al seu poder màgic. Rob Crossley de GameSpot va remarcar que la personalitat de Zant "descendeix d'un rei usurpador compost a un adolescent confús i dominat" a mesura que es torna cada cop més desesperat. Va descriure l'arc de la història de Zant com "fascinant i dominant, estrany i brillantment imaginatiu". La batalla final contra en Zant consisteix a lluitar contra ell a les arenes d'altres caps i subcaps abans de lluitar contra ell davant del castell d'Hyrule. Destructoid va expressar un "odi" pel personatge a causa que es va establir com el dolent principal però després es va reduir a un titella de Ganondorf sense poder real propi. Zant també apareix com a personatge jugable a Hyrule Warriors. El casc d'en Zant és una peça d'armadura que es pot obtenir a Breath of the Wild i Tears of the Kingdom.

#### Malo
Malo és un nen petit que és del poble d'en Link a Twilight Princess. És el germà de Talo i té l'aspecte d'un nen simpàtic, amb un cap gran i rodó i ulls grans. Quan parla, es revela que el seu caràcter contrasta directament amb el seu aspecte juvenil, ja que sovint és mesquí i sarcàstic. També té una vena emprenedora i regenta una botiga. Es queixa de la botiga del Castell d'Hyrule, especialment dels alts preus i del servei al client. Finalment es fa càrrec de la botiga i l'anomena Malo Mart. Un cop és el cap de la botiga, fa que els seus empleats, que són molt més grans que ell, portin vestits de colors que mostren la seva cara i ballin una cançó enganxosa. Pedro Hernández de Nintendo World Report va comparar Malo amb Stewie Griffin de Family Guy per la seva intel·ligència. També va elogiar els escriptors per crear un personatge divertit i inoblidable més que un altre arquetip. Malo va aparèixer com a amfitrió en diversos tuits al compte de Twitter japonès de Nintendo abans del llançament de Twilight Princess HD. També era un meme d'Internet, en referència a Damien, el fill de Satanàs, a l'episodi homònim de South Park.

#### Linebeck
Linebeck apareix per primera vegada a Phantom Hourglass com un dels personatges principals que ajuda en Link a salvar el món del Rei de l'Oceà de Bellum. Proporciona transport per en Link al seu vaixell, el S. S. Linebeck, i és cobdiciós i egocèntric. Durant la primera meitat del joc, el seu objectiu és aconseguir el tresor del Vaixell Fantasma. Després que el tresor del Vaixell Fantasma es reveli com un simple rumor ideat per Bellum per atreure la gent cap a ell, Oshus, revelat com el Rei de l'Oceà, promet a Linebeck un desig si continua navegant per en Link a través dels oceans. Això s'ha de concedir després que Bellum sigui derrotat. Al final del joc, mostrant un rar esclat de coratge, Linebeck salva en Link i Tetra de Bellum apunyalant-lo. Bellum, enfurismat, posseeix en Linebeck. Després que Bellum sigui derrotat per en Link una vegada més, finalment mor i Linebeck és alliberat. Linebeck es mostra molt humil en aquest moment, però, quan el Rei de l'Oceà ara restaurat li pregunta quin serà el seu desig, Linebeck es pregunta primer si ha de demanar un desig i després decideix que només vol recuperar el seu vaixell (va ser destruït per Bellum just abans que posseís Linebeck), en lloc de demanar algun gran tresor. A Spirit Tracks, el net de Linebeck, Linebeck III, dirigeix el Comerç de Linebeck al Avançada Comercial de Nou Hyrule. Linebeck III contracta un fabricant de ponts per construir un pont per en Link, a canvi d'un anell preciós que recupera del lloc de descans del Linebeck original.

#### Ghirahim
Demon Lord Ghirahim («Rei Dimoni Ghirahim») (ギラヒム, Girahimu) és un enemic que es troba diverses vegades a Skyward Sword. En Link l'ha de derrotar tres vegades al llarg del joc en una sèrie de baralles amb enemics on Ghirahim pot desviar els seus atacs. L'objectiu de Ghirahim és segrestar la Zelda per tal de trencar el segell de la deessa Hylia per tal que un antic mal anomenat Demise pugui ser alliberat, cosa que obliga en Link a lluitar contra ell perquè pugui salvar-la. Eiji Aonuma va dir que volia incloure un tipus diferent d'antagonista per al joc en lloc de Ganon, de manera que l'aparença delicada de Ghirahim va ser dissenyada per contrastar amb la imatge "molt masculina, poderosa i malvada" de Ganon. En la batalla final contra el dolent, es revela que Ghirahim és l'esperit de l'espasa de Demise, que li dona vida perquè pugui ressuscitar el seu amo. Torna a la seva forma d'espasa, però no és rival per a l'Espasa Mestre durant la batalla culminant amb en Link. Kenneth Shepard de Kotaku el va descriure com una "amenaça de codificació gai" i va assenyalar que, malgrat tota la seva teatralitat i prepotència, Ghirahim recorre a la força bruta a la batalla final i comença a fer un gir en Link amb l'espasa, la qual cosa revela el seu caràcter de veritat. Nintendo Life va descriure Ghirahim com "una de les creacions més nervioses i francament esgarrifoses de Nintendo", destacant el seu caràcter intimidatori i els seus gestos estranys. Fora de la sèrie principal, Ghirahim apareix a Hyrule Warriors i també a Super Smash Bros. for Nintendo 3DS and Wii U com a Trofeu d'Assistència.

#### Demise
Demon King Demise («Rei Dimoni Demise») (終焉の者, Shūen no Mono) és una deïtat malvada i el enemic final a Skyward Sword. Es presenta com l'origen del mal que es manifesta repetidament al llarg de la història d'Hyrule. Tot i no ser el primer joc de la sèrie, Skyward Sword va ser dissenyat per ser el començament de cronologia de ficció de The Legend of Zelda. En el passat antic del joc, Demise entra al món amb les seves forces malèvoles amb l'objectiu de robar la Triforça a la deessa Hylia i tenir el poder suprem sobre el món. Per protegir la Triforça, Hylia segella Demise als terrenys segellats. Pren una forma monstruosa anomenada l'Empresonat i intenta escapar trencant el segell. La seva espasa, que assumeix la forma del Senyor Dimoni Ghirahim, rastreja la reencarnació d'Hylia, Zelda, i utilitza la seva força vital per ressuscitar Demise. Impressionat de veure un Hylian com en Link disposat a enfrontar-se a ell, Demise decideix lluitar contra ell per diversió. Després que en Link el fereix mortalment i restaura l'ànima de Zelda al seu cos, les restes de Demise queden segellades a l'Espassa Mestre. Abans del seu final, Demise maleeix les futures encarnacions d'en Link i Zelda amb la promesa de manifestar-se repetidament al llarg de la història. Dins de la història de ficció de la sèrie, es considera àmpliament que aquest és l'origen de Ganondorf com la reencarnació malvada de Demise. A Hyrule Warriors, Demise reapareix en la seva forma empresonada.

#### Fi
Fi (ファイ, Fai) (/faɪ/) és una representació humanoide femenina de l'Espasa de la Deessa, que més tard evoluciona cap a l'Espasa Mestra, a Skyward Sword. Fi serveix com a company de mentalitat lògica d'en Link i l'ajuda durant tot el joc. Al final, després que el Rei Dimoni Demise estigui segellat dins de l'Espasa Mestra, Fi revela que la seva última ordre de la deessa és deixar-la dormir sense fi dins de l'arma, cosa que fa després de l'encoratjament de Fi i Zelda. Fi apareix com un personatge jugable a Hyrule Warriors.

#### Groose
Groose és un assetjador de l'Acadèmia de Cavallers a Skyward Sword. Sovint és hostil i treballa per soscavar en Link a causa de la seva gelosia per l'estreta relació d'en Link amb Zelda. Amb el temps, a través de les gestes d'en Link i les seves pròpies mancances, s'humilia i es torna més útil. Construeix una catapulta anomenada "The Groosenator" per ajudar en Link a impedir que el Rei Dimoni Demise empresonat s'escapi de la fossa dels Terrenys Segellats i arribi al Temple Segellat, i té cura de l'anciana Impa als Terrenys Segellats. David Roberts de GamesRadar va comparar la vanitat i l'egoisme de Groose amb Gaston de La bella i la bèstia i va enumerar la transformació del personatge d'assetjador a aliat d'en Link com un dels moments més grans de la història de Zelda.

#### Yuga
Yuga és un poderós bruixot i el principal antagonista de A Link Between Worlds. La seva obsessió per la bellesa i l'art l'obliga a transformar les seves víctimes en quadres. Al joc, en Link utilitza aquesta habilitat per fusionar-se amb les parets per viatjar entre Hyrule i el seu homòleg fosc, el regne de Lorule. Yuga conspira amb el seu governant la princesa Hilda per infiltrar-se a Hyrule i robar la seva Triforça per restaurar Lorule, que s'ha enfonsat a causa de la destrucció de la seva pròpia Triforça. En lloc de ser un peó més en el pla de Ganon per fer-se amb el món, Yuga decideix ressuscitar en Ganon i l'utilitza per fer-se més poderós fusionant-se amb ell per convertir-se en Yuga-Ganon. En Link ha de derrotar a Yuga-Ganon en una lluita de dolents que consisteix a desviar fletxes lleugeres per colpejar-lo per darrere. En una conferència de la New York Comic Con, Eiji Aonuma va explicar que Yuga havia estat dissenyat amb cabells llargs i trets físics que el fan "una mica ambigu pel que fa al gènere". Fora de la sèrie principal, Yuga apareix com un personatge introduït al contingut descarregable per a Hyrule Warriors.

#### Princesa Hilda
La Princesa Hilda és la princesa de Lorule a A Link Between Worlds, un món que reflecteix Hyrule. Ella és la contrapart de Zelda al joc, tot i que Eiji Aonuma va assenyalar que, tot i que les dues princeses tenen similituds, tenen "diferents desitjos" i "diferents motius". Ella té la veu de Kei Hayami. Hilda planeja salvar el seu regne robant la Triforça d'Hyrule perquè la versió de Lorule va ser destruïda per la Família Reial Loruliana. Ella conspira amb Yuga, un bruixot malvat, però després de ser enganyada per ell, intenta robar les peces de la Triforça d'en Link i Zelda. Al final del joc, decideix tornar en Link, Zelda i la Triforça a Hyrule. CJ Andriessen de Destructoid la va comptar com una dolenta de Zelda memorable perquè està "estirant els fils tot el temps" i la conductora dels esdeveniments del joc. Peter Tieryas de Kotaku va comentar positivament la naturalesa del viatge d'Hilda com a antagonista, assenyalant que el context tràgic de la seva competència d'actes malvats per salvar el seu regne contrasta amb les motivacions d'altres vilans de la sèrie com Ganon.

#### Ravio
Ravio és un misteriós comerciant i personatge secundari de A Link Between Worlds. Porta un vestit morat amb una màscara de conill que li cobreix la cara, fent referència a quan en Link es transforma en un conill en entrar al Món Obscur a A Link to the Past. Ravio crea una botiga i lloga equipament en Link amb Rupees («Rupies»), donant accés al jugador als objectes essencials des del principi. Envia el seu ocell Sheerow per recuperar qualsevol objecte llogat si en Link caigués a la batalla. Jim Sterling, escrivint per The Escapist, va descriure Ravio com "molt molest" i no li va agradar aquest sistema de lloguer, ja que requereix que el jugador torni amb en Ravio cada vegada que es queden sense salut, obligant-los a llogar els articles de nou. Ravio, més tard es revela que és l'homòleg d'en Link al Món Obscur que va intentar evitar que la princesa Hilda robes les peces de la Triforça d'Hyrule. David Roberts de GamesRadar va pensar que la revelació de Ravio és un dels moments més genials de la sèrie, descrivint-lo com una "tornada brillant però subtil". Peter Tieryas de Kotaku va respondre positivament al paper d'en Ravio, assenyalant que el seu sistema de lloguer significa que el jugador pot abordar les masmorres del joc en qualsevol ordre i que perdre una vida té més importància que en altres jocs de Zelda. També va considerar que la revelació d'en Ravio com la versió covard de l'heroi d'Hyrule era una oportunitat per veure en Link amb una nova llum. Ravio és un personatge jugable mitjançant contingut descarregable a Hyrule Warriors.

### Videojocs de Wii U i Nintendo Switch (2017-2023)

#### Mipha
Mipha és un dels quatre Campions que la princesa Zelda recluta per protegir Hyrule contra Calamity Ganon. Mipha té la veu d'Amelia Gotham en anglès i Mayu Isshiki en japonès. Ella és la pilot d'una de la Divina Bèstia Vah Ruta i és la primera de les Campiones a dominar la seva Divina Bèstia. Mipha, juntament amb les altres tres Campions, perd la vida durant la batalla amb Calamity Ganon. La història de fons del joc revela que Mipha i en Link van ser una vegada amics de la infància. En una escena que és un dels records d'en Link anomenada "Mipha's Touch", Mipha recorda amb en Link el seu passat i promet curar-lo sempre. Es demostra que Mipha té sentiments romàntics per en Link fins a tal punt que fa una armadura de Zora perquè el porti. Tanmateix, la història no revela si en Link li retorna els seus afectes. El seu esperit és alliberat en l'actualitat quan en Link es desperta 100 anys més tard i pren el control de la Divina Bèstia Vah Ruta. Després, li atorga una poderosa habilitat curativa anomenada Mipha's Grace («La gràcia de Mipha»). Ella demana disculpes al seu pare per no tornar amb seguretat i desitja poder tornar a veure la seva família. En Link honra la seva memòria amb l'armadura Zora que va fer per a ell i ajudant el poble Zora.
A Hyrule Warriors: Age of Calamity, Mipha torna com un personatge jugable. Maneja el «Trident Escala de Llum» o «Llança Zora» a la batalla i té la capacitat de curar-se a ella mateixa i als seus aliats al camp de batalla. També utilitza la seva habilitat per manipular l'aigua per crear atacs basats en l'aigua. Mipha juga un paper important a la història com un dels quatre Campions reclutats per pilotar una de les Bèsties Divines. Durant una escena, Mipha accepta valentament el seu paper de Campiona Zora, encara que el seu pare, el Rei Dorephan, diu que només amb la condició que torni segura.
L'artista principal Hirohito Shinoda va declarar a les notes de desenvolupament que va utilitzar un dofí com a base per al disseny de Mipha. La dissenyadora cinematogràfica Naoki Mori va dir que la relació de Mipha amb en Link pretenia ser diferent a la seva relació amb la princesa Zelda i va comentar que "gairebé va acabar sent massa intensa. Vaig intentar equilibrar les coses fent d'ella una persona més tranquil·la".

#### Daruk
Daruk és el valent campió Goron i pilot de la Bèstia Divina semblant a la salamandra Vah Rudania. Té la veu de Joe Hernandez en anglès i Koji Takeda en japonès. Encara que sol estar tranquil, es torna fort i ferotge durant la batalla i creu en les capacitats de lluita d'en Link. Atorga en Link la "Protecció de Daruk", que protegeix a Link dels atacs. Daruk torna com un guerrer jugable a Hyrule Warriors: Age of Calamity amb el joc configurat com a preqüela de Breath of the Wild. El dissenyador cinematogràfic Naoki Mori va afirmar que Daruk recorda a Darunia d′Ocarina of Time perquè anomena en Link un "home petit", que serveix com un homenatge a Darunia anomenant-lo "germà". El va dissenyar perquè tingués una naturalesa senzilla com els altres Gorons mentre era el líder espiritual més gran dels Campions. L'artista principal, Hierohito Shinoda, va afegir que volia que Daruk se sentís com un líder experimentat amb qui qualsevol pot comptar, amb els seus cabells semblants a una armadura. També es va centrar en la forma del seu cos per assegurar-se que no estava fora de forma, sinó voluminós i musculós. Quan Daruk està en combat, porta amb ell la seva arma característica, el poderós Boulder Breaker allà on va i és un oponent formidable.

#### Revali
Revali és l'orgullós Campió de Rito i pilot de l'ocell Vah Medoh. Té la veu en anglès per Sean Chiplock i Noboru Yamaguchi en japonès. Revali és hàbil en batalles aèries i té habilitats visuals i de tir amb arc excepcionals. Es creu superior en Link, però canvia les seves opinions sobre l'heroi Hylian després que en Link alliberi el seu esperit de Calamity Ganon. Atorga en Link "Revali's Gale" («La Venda de Revali»), una poderosa columna de vent vertical que llança en Link a l'aire. En el llibre Creating a Champion, el dissenyador cinematogràfic Naoki Mori va afirmar que els Campions van ser dissenyats com un retrocés als personatges de jocs anteriors. Va pensar que seria interessant crear un personatge que no acceptés en Link com a heroi com els altres Campions, però va voler assegurar-se que en Revali no li agradaria per excés de confiança. L'artista principal dels NPC, Hirohito Shinoda, va dir que Revali va ser el primer personatge de Rito que es va crear per al joc i que això va definir els altres dissenys de Rito. Es van utilitzar diversos motius d'ocells, com ara les orenetes i els picots, abans que l'equip escollis ocells rapinyaires. Shinoda també va dir que es va necessitar molta experimentació per crear un personatge que veu en Link com el seu rival però que no pot ser sincer al respecte. A Hyrule Warriors: Age of Calamity, Revali torna com a personatge jugable. VG247 va informar que els jugadors van lamentar l'absència de La Venda de Revali a Tears of the Kingdom, descrivint-la com la més útil de les quatre habilitats de Campió.

#### Urbosa
Urbosa és el Campió Gerudo i pilot del Vah Naboris, semblant a un camell. Té la veu d'Elizabeth Maxwell en anglès i Rei Shimoda en japonès. Urbosa és un líder fort i valent que mostra cura i preocupació pel benestar de la princesa Zelda perquè era bona amiga de la mare de Zelda, la reina difunta d'Hyrule. Urbosa encara se sent amarg pel seu fracàs com a Campiona cent anys abans. No obstant això, expressa el plaer personal de poder ajudar a derrotar la vergonya de la seva gent (ja que una de les encarnacions anteriors de Ganon era el mateix Gerudo). Ella concedeix en Link "Urbosa's Fury" («La fúria de Urbosa»), un atac elèctric devastador. En general, va ser ben considerada, considerada com un dels millors personatges del 2017 per Paste Magazine i Destructoid.

#### Sidon
Sidon és el germà petit de Mipha i hereu del tron Zora. Té la veu de Jamie Mortellaro (anglès) i Kosuke Onishi (japonès). Sidon és admirat pels Zora per la seva força i optimisme. Link és convidat per Sidon per evitar que en Vah Ruta inundi el domini de la Zora i provoqui danys terribles a les regions circumdants, ja que els Zora (que són febles a l'electricitat) no poden utilitzar les fletxes de xoc necessàries per desactivar la Bèstia Divina. Sidon també ajuda en Link a guanyar el suport del prejudiciat Muzu demostrant l'amor de Mipha per ell amb l'armadura Zora. Una versió més jove de Sidon es veu breument en un flaixback durant el DLC Champion's Ballad, i de nou a Age of Calamity on s'enfronta amb valentia a un Lynel malgrat el perill.
A Tears of the Kingdom, es pot trobar a Sidon ajudant a purificar les aigües contaminades al voltant del domini de Zora. Es mostra que se sent culpable per no poder protegir a Mipha fa un segle, i tem la idea de tornar a perdre algú a qui li importa. Sidon ajuda en Link a trobar la font del fang i es converteix en el Savi de l'Aigua, i més tard en el Rei de Zora. Ell i en Link ara estan representats en una estàtua al domini Zora, mentre que en Link està muntant a Sidon. L'estàtua recorda els actes heroics d'en Link i Sidon per salvar el domini de Zora contra les forces del mal que van corrompre Vah Ruta.

#### Yunobo
Yunobo és un jove Goron i descendent de Daruk. Té la veu de Joe Hernández. Encara que una mica covard, Yunobo posseeix el poder de protecció de Daruk i ajuda en Link a entrar a Vah Rudania utilitzant-lo per convertir-se en una bala de canó prou poderosa com per desactivar la Bèstia Divina. A Age of Calamity, Yunobo pot menjar rostits de roca especials per canviar els efectes de la seva protecció quan ataca.
A Tears of the Kingdom, en Link es troba en Yunobo com a cap de la droga i el cap de la companyia minera Goron, YunoboCo. Després de lluitar contra Link i trencar la màscara que s'utilitza per controlar-lo, Yunobo acompanya Link al Temple del Foc i es converteix en el Savi del Foc. És capaç de realitzar un atac carregat com la seva habilitat sàvia, que es pot utilitzar per trencar mineral i danyar als enemics.

#### Teba
Teba és un arquer de Rito conegut per la seva gran habilitat en el combat, però també per la seva intensa concentració i temperament. Té la veu de Sean Chiplock (anglès) i Takuya Masumoto (japonès). Amb el Rito incapaç de volar lliurement per por de ser abatut per Vah Medoh, en Teba té la intenció d'atacar la Bèstia Divina per si mateix sense tenir en compte les conseqüències. En Teba accepta que en Link s'uneixi a ell en l'atac després de veure la seva habilitat en el tir amb arc en l'aire, allunyant els atacs del Vah Medoh perquè en Link pugui desactivar-lo i pujar a bord.

#### Riju
Makeela Riju és el jove cap dels Gerudo, havent heretat el tron de ben jove. A Breath of the Wild apareix com una nena de 12 anys. Ella torna a Tears of the Kingdom com una adolescent més gran. Malgrat la seva curta edat, és respectada pels Gerudo. En Link guanya el seu suport recuperant el tresor Thunder Helm del Gerudo del Clan Yiga. Riju té un paper de suport important a la línia de missions principal ajudant en Link a pujar a bord de la Bèstia Divina Vah Naboris, una de les quatre masmorres principals de Breath of the Wild. Utilitza el Thunder Helm per crear una barrera protectora contra els atacs llamps de Vah Naboris mentre en Link munta un segell de sorra i apunta als seus peus per pujar-hi. A la batalla, Riju munta un escut tirat pel seu segell de sorra favorit anomenat Patricia.
A Tears of the Kingdom, Riju torna a tenir un paper important a la línia de missions principal. En Link es troba amb ella practicant la seva habilitat per dur a terme atacs amb llamps a prop de Gerudo Town («Poble Gerudo») i pot utilitzar el seu atac de llamps d'àrea d'efecte a la batalla. Ha d'ajudar en Riju a defensar Kara Kara Bazaar i Gerudo Town dels atacs de Gibdo abans que ella l'acompanyi al Temple del Llamp, un dels calabossos del joc. Un cop finalitzada, la Riju fa el seu vot com a Sàvia del Llamp, proporcionant en Link el seu suport permanent per utilitzar un atac de llamp en combat.

#### Master Kohga/Mestre Kohga
Master Kohga («Mestre Kohga») és el líder d'un grup d'assassins anomenat Clan Yiga a Breath of the Wild. Apareix com un cap a la línia de missions principal que permet a Link obtenir el Helm Thunder. Mandrós i egoista, en Kohga passa la major part del seu temps dormint a l'amagatall del clan Yiga, situat al desert a través de la Vall de Karusa, mentre la resta del seu clan recorre Hyrule a la recerca d'en Link. Quan en Link s'infiltra a l'amagatall de Yiga per enfrontar-s'hi, en Kohga convoca una bola amb puntes que roda sobre ell i el fa caure a les profunditats. També apareix amb el clan Yiga al joc spin-off Hyrule Warriors: Age of Calamity. A Super Smash Bros. Ultimate fa una aparició com a esperit. Kohga torna a la sèrie principal a Tears of the Kingdom en forma de diverses baralles de caps que tenen lloc a les mines abandonades a les profunditats d'Hyrule. La lluita inicial contra el cap de Kohga forma part de la línia de missions principal que permet al jugador desbloquejar l′Autobuild, una de les habilitats bàsiques d'en Link al joc. Kohga passa el seu temps a les Profunditats absorbit en una fantasia de venjança contra en Link. Jacob Linden, escrivint per The Escapist, va descriure la línia de recerca del cap de Kohga com a "alegria absoluta" i va elogiar l'animació expressiva i la rutina de ball cursi del personatge que realitza cada vegada, així com les seves baralles creatives i ximples de caps.

#### Magda
Magda és una dona hyliana que es troba a prop del santuari Hila Rao Breath of the Wild. Es dedica a cuidar el seu pegat de flors, que envolten el santuari i bloquegen el camí d'en Link. Si en Link trepitja les flors, s'enfada cada cop més fins al punt que l'ataca físicament, i si en Link només té uns quants cors, fins i tot pot causar la seva mort. Magda va aconseguir notorietat entre els jugadors, amb alguns que van intentar venjar-se del personatge i li van donar el sobrenom de "Flowerblight Ganon" en referència als noms dels caps del joc. Escrivint per a Kotaku, Narelle Ho Sang va considerar que aquest moment era hilarant, comentant la ironia que la Magda està més obsessionada amb cuidar les seves flors que no pas preocupada per la destrucció d'Hyrule. Ella torna a aparèixer a Tears of the Kingdom, on es troba al final d'una missió secundària al mateix lloc. Tot i que encara és protectora de les seves flors, la Magda està notablement més tranquil·la i ja no atacarà en Link si trepitja el seu parterre.

#### Purah
Purah és un investigador de Sheikah que apareix per primera vegada a Breath of the Wild. És la directora del Hateno Tech Lab i ajuda en Link a actualitzar la Sheikah Slate («Pissarra Sheikah»). El seu aspecte físic és el d'un nen petit, després d'haver realitzat una investigació que fa que envelleixi enrere. Malgrat la seva aparença jove, es descriu al llibre Creating a Champion com que tenia uns 124 anys, més gran que la seva germana Impa. Al costat del seu company d'investigació Robbie, també apareix com una dona jove a Hyrule Warriors: Age of Calamity, que s'estableix en una línia de temps diferent. Purah també apareix a Tears of the Kingdom com a cap de Lookout Landing («Aterratge Mirador»). La seva aparença renovada com a dona jove va cridar l'atenció dels jugadors de les xarxes socials en el llançament del joc. Nintendo Life va informar que els jugadors estaven "enamorats" del seu redisseny i que havia generat nombroses obres de fan art.

#### Robbie
Robbie és un investigador Sheikah i col·lega de Purah que apareix per primera vegada a Breath of the Wild. Dirigeix l'Akkala Ancient Tech Lab i realitza investigacions sobre la tecnologia de l'antiga Guardian. Després que Link restaura la seva màquina anomenada Cherry, intercanvia peces de Guardian per diversos objectes. A Tears of the Kingdom es fa càrrec de l'Hateno Ancient Tech Lab i treballa amb Purah per desenvolupar el Purah Pad. Robbie juga un paper fonamental en la història configurant el Purah Pad per en Link per utilitzar-lo a Lookout Landing i després enviar-lo a una recerca a les Profunditats, cosa que fa que el jugador desbloquegi la funció de càmera i l'Hyrule Compendium. També millora el Purah Pad amb funcions addicionals, com ara el Sensor del Santuari, que pot fer un seguiment dels santuaris propers, i el Medalló de Viatge, que estableix un punt de retorn del viatge. A Hyrule Warriors: Age of Calamity Robbie es va presentar com un personatge jugable al costat de Purah.

#### Paya
Paya és una jove Sheikah que apareix per primera vegada a Breath of the Wild. Ella és la néta de l'Impa i es troba a la casa d'Impa al poble de Kakariko. Paya és una assistent obedent d'Impa i normalment es troba fent les seves tasques domèstiques durant el dia o resant a les divinitats a la nit. A Tears of the Kingdom, l'Impa s'ha retirat com a anciana del poble i ha passat el paper de cap de Sheikah a Paya, que de bon grat assumeix el seu nou càrrec. Paya té una personalitat tranquil·la i és especialment tímida quan interactua amb en Link, però el seu diàleg mostra que té un enamorament secret per ell. VentureBeat va destacar que amb cada interacció de seguiment amb en Link a Breath of the Wild, mostra una atracció cap a ell i revela detalls íntims, en particular, li diu que porta el nom de la seva marca de naixement que té la forma d'una llavor de papaia, però és massa tímida per revelar-li on es troba al seu cos.

#### Hestu
Hestu és un korok gran i amant de la música que fa la seva primera aparició a Breath of the Wild. Se'l troba per primera vegada en el camí cap a Impa a prop del poble de Kakariko, on en Link ha de recuperar les seves maraques inestimables robades. La funció d'Hestu és actualitzar les ranures d'inventari d'armes d'en Link. Cada vegada que en Link porta prou llavors de korok, crida: "Sha-lah-kah!", després agita les seves maraques i fa un ball. Allegra Frank de Polygon va descriure Hestu com la "veritable estrella" de Breath of the Wild, comentant que és una presència familiar i reconfortant en l'enorme món del joc i destacant que és un dels favorits dels fans entre molts jugadors que havien respost positivament a l'aparença del personatge. Hestu va tornar per complir la mateixa funció a Tears of the Kingdom. En ambdós jocs, si el jugador pot recuperar totes les llavors de Korok del joc, recompensarà l'esforç amb "El regal d'Hestu". Hidemaro Fujibayashi va confirmar que les llavors de Korok són en realitat caca de Korok i va dir que l'equip de desenvolupament "va pensar que seria divertit que fos una gran broma". Hestu també és un personatge jugable a Hyrule Warriors: Age of Calamity.

#### Hudson
Hudson és un constructor que apareix per primera vegada a Breath of the Wild. En Link pot ajudar en Hudson mentre treballa per fundar un nou assentament anomenat Tarrey Town en una llarga recerca secundària que implica conèixer diversos personatges secundaris al voltant d'Hyrule. A Tears of the Kingdom, en Link torna a trobar-se amb en Hudson i la seva dona Gerudo Rhondson a Tarrey Town. Són propietaris de Hudson Construction, una empresa de construcció coneguda a Hyrule. En Link coneix la seva filla Mattison, que s'embarca en el seu propi viatge per arribar a Gerudo Town. Caleb Pistoni, escrivint per a Paste, va considerar que la recerca paral·lela per ajudar en Hudson a construir Tarrey Town era un punt destacat de Breath of the Wild i va elogiar la continuïtat de la història a Tears of the Kingdom, que mostra els personatges existents prosperant i reconstruint Hyrule després de la seva destrucció. Després d'ajudar a Mattison a aconseguir la independència, en Link pot comprar un terreny a Rhondson, donant-li l'oportunitat de construir la seva pròpia casa.

#### Kass
Kass és un bard de Rito que apareix per primera vegada a Breath of the Wild. Té un paper de suport important guiant en Link al llarg de la seva aventura tocant melodies distintives al seu acordió per revelar santuaris ocults. Kass també guia Link al llarg del DLC Champion's Ballad, ja que les seves cançons proporcionen les pistes dels santuaris restants. IGN va destacar que Kass està notablement absent de la seqüela del joc Tears of the Kingdom tot i ser un personatge estimat entre els fans. Rebekah Valentine va considerar estrany que el bard no sigui esmentat pel seu nom ni tan sols per la seva família Rito i que els fans esperaven que tornés al DLC del joc. Escrivint per a VG247, Oisin Kuhnke va considerar que Kass era un "personatge increïblement icònic de Breath of the Wild", ja que el seu acordió calmant es pot escoltar per tot Hyrule.

#### Kilton
Kilton és un comerciant de Breath of the Wild que intercanvia peces de monstres per màscares i altres objectes. La seva botiga de globus de mosaic només es pot trobar a Hyrule a la nit. Quan Link intercanvia peces de monstres amb Kilton, pot obtenir diverses màscares que el disfressen entre certs monstres imitant la seva aparença i moviments. Les màscares permeten en Link entrar als campaments de monstres sense ser atacat. Narelle Ho Sang de Kotaku va comptar Kilton i les seves màscares com un dels moments més estranys del joc i va assenyalar les similituds amb Majora's Mask, on Link porta una varietat de màscares que li donen poders i el transformen en un Goron, Deku Scrub o Zora. També va destacar que el globus de mosaic de Kilton imita els colors de la màscara de Majora i va considerar que això era una devolució òbvia del joc anterior. A Tears of the Kingdom, el germà de Kilton, Koltin, compleix una funció similar, però intercanvia les gemmes Bubbul que en Link ha recollit de Bubbulfrogs a les coves d'Hyrule.

#### Satori
Satori és una criatura fantasmal brillant que apareix a Breath of the Wild i Tears of the Kingdom. També s'anomena Lord of the Mountain («El Senyor de la Muntanya»). En el joc anterior, Satori es pot trobar en nits particulars a la muntanya Satori a prop d'un cirerer en flor envoltat d'esperits de conillet brillants anomenats Blupees. En Link pot muntar la criatura si es doma amb èxit i és la muntura més ràpida del joc amb una resistència infinita. A Tears of the Kingdom, el personatge es pot convocar a vuit cirerers escampats per Hyrule oferint una poma per revelar les coves properes. Satori és àmpliament considerat pels crítics com l'homenatge de l'equip de desenvolupament a Satoru Iwata, el quart president de Nintendo que va morir durant el desenvolupament de Breath of the Wild. Oscar Dayus de GameSpot va destacar que això està il·lustrat per un personatge anomenat Botrick que creu que té una semblança sorprenent amb Iwata. El director del joc Hidemaro Fujibayashi va dir: "Quan va morir, hi va haver moments en què ens va ocórrer una idea de la qual ens encantaria parlar amb Iwata. Aleshores recordaríem que ja no era aquí".

#### Rauru (Zonai)
Rauru és un Zonai a Tears of the Kingdom i un personatge secundari important. En el doblatge en anglès té la veu de Chris Hackney. Al principi del joc, salva en Link després que ell el fereix el poder de Ganondorf sota el castell d'Hyrule engançant el seu propi braç, que li atorga diverses habilitats. És el Savi de la Llum i el seu nom fa referència a Rauru, el savi que apareix a Ocarina of Time. A les escenes del joc, Zelda el coneix en un passat llunyà on es revela com el rei fundador d'Hyrule al costat de la seva dona Sonia. Rauru juga un paper crític a The Prisoning War, que té lloc en el passat llunyà del joc, on lluita contra l'exèrcit de Ganondorf. Quan Ganondorf traeix a Rauru per transformar-se en el Rei Dimoni utilitzant el poder de la Pedra Secreta de Sonia, Rauru reuneix els Savis per derrotar-lo i finalment es sacrifica per segellar Ganondorf. Cody Perez, escrivint per a Destructoid, va considerar que Rauru era un dels personatges més importants del joc, ja que és la font del braç d'en Link i juga un paper integral en la lluita contra Ganondorf en el passat. Hope Bellingham de GamesRadar va assenyalar que molts jugadors havien reaccionat positivament al disseny del personatge.

#### Sonia
Queen Sonia («Reina Sonia») és un personatge secundari important a Tears of the Kingdom. És l'esposa de Rauru i la primera reina d'Hyrule. Apareix a les escenes del joc, que revelen el passat llunyà d'Hyrule a través d'una sèrie de records trobats en diversos geoglifs. La Sonia posseeix el poder de manipular el temps i, essent l'avantpassada de Zelda, és l'origen del poder de Zelda, al costat de Rauru. Quan la Zelda és catapultada al passat d'Hyrule, coneix la Sonia i la Rauru, que intenten ajudar-la a trobar el seu poder i tornar al seu temps. La Sonia reconeix la força de Zelda i desenvolupen una estreta connexió. Encara que Ganondorf jura un jurament de pau als Zonai, els traeix per aconseguir poder sobre Hyrule. Ell colpeja i mata la Sonia, prenent la seva pedra secreta per transformar-se en el Rei Dimoni. La seva mort deixa en Zelda i en Rauru desconsolats i els motiva a planificar la derrota de Ganondorf.

#### Tulin
Tulin és el fill de Teba i juga un paper important a l'hora d'ajudar en Link a lluitar contra la font d'una tempesta de neu que amenaça el Rito a Tears of the Kingdom. Inicialment fent una aparició menor com a jove Rito a Breath of the Wild, torna a la seva seqüela com un dels Savis que atorga una habilitat en Link, concretament el poder de crear una ràfega de vent que li permet viatjar més enllà amb el seu parapent. En Link ha de completar el calabós del Temple del Vent al costat de Tulin abans que el jugador pugui utilitzar el Vot de Tulin, que crea un avatar espiritual permanent de Tulin per volar i lluitar al costat d'en Link disparant als enemics amb el seu arc. GamesRadar va informar que els jugadors van reaccionar positivament davant el personatge, descrivint-lo com "adorable", sobretot perquè les dues plomes que pengen del seu gran arc d'àguila són una mostra d'amor pels seus pares.

#### Mineru
Mineru és un Zonai que apareix a Tears of the Kingdom. Després que la Zelda sigui transportada al passat llunyà, coneix la Mineru al costat del seu germà Rauru, que són els dos últims Zonai que queden. La Mineru ajuda a Zelda a tornar al seu temps explicant el poder de les Pedres Secretes i l'acte prohibit d'empassar una de les pedres per convertir-se en un drac immortal. La Mineru és la Sàvia de l'Esperit, que li dona el poder de separar el seu esperit del seu cos. Després de la batalla dels Savis contra el Rei Dimoni Ganondorf, ella sucumbeix a les seves ferides i el seu esperit roman al Purah Pad. Mineru apareix de nou en el present del joc com el cinquè savi que promet lluitar al costat d'en Link. A les Profunditats, pot construir un mech Zonai per allotjar l'esperit de la Mineru i després ha d'entrar al Temple de l'Esperit per obtenir la seva pedra secreta. Després de derrotar el cap, la Mineru es desbloqueja permanentment per ajudar en Link a utilitzar el mech com a cos.

#### Josha
Josha és un personatge secundari important que apareix per primera vegada a Tears of the Kingdom. És una jove investigadora Sheikah que ha desenvolupat els seus coneixements investigant les Profunditats. Treballa al costat de Purah i Robbie a Aterratge Mirador i té una passió per l'exploració de coves. Com a cap de la investigació de les Profunditats, Josha juga un paper fonamental a l'hora d'enviar en Link a les Profunditats com a part de la línia de recerca principal, la qual cosa el porta a desbloquejar la funció de càmera i l'Hyrule Compendium al seu Purah Pad. La Josha és incapaç de baixar a les Profunditats ella mateixa, així que li demana en Link que trobi proves d'una raça antiga que creu que es pot trobar allà. Tornar a ella a Aterratge Mirador també comença una recerca que envia en Link de nou a les Profunditats per seguir un rastre d'estàtues que condueixen a una antiga mina. La sol·licitud d'en Josha finalment el porta a una sèrie de baralles de caps amb el Mestre Kohga, el líder del clan Yiga, que implica desbloquejar Autobuild, una de les habilitats bàsiques d'en Link.

#### Penn
Penn és un Rito alt i blanc que apareix per primera vegada a Tears of the Kingdom. Treballa al costat de l'editor Traysi com a periodista del Lucky Clover Gazette, un diari que es troba habitualment a Hyrule. El seu caràcter enèrgic es reflecteix en el seu diàleg, que normalment acaba amb l'eslògan "Soar long!" Treballant amb Penn, en Link pot assumir el paper de periodista i guanyar rupies investigant diversos albiraments de la princesa Zelda al voltant d'Hyrule en una sèrie de 12 missions secundàries. Penn estableix estàndards alts per al seu periodisme, afirmant amb entusiasme la importància de publicar només coses que siguin certes. Aquesta postura positiva sobre el periodisme es reflecteix en la resposta de molts personatges secundaris que llegeixen la Lucky Clover Gazette. Luke Winkie, escrivint per a Slate, va destacar que els jugadors van respondre positivament a les missions secundàries de Penn i van considerar que els seus alts estàndards eren un comentari sobre la naturalesa positiva del periodisme passat de moda.

#### Addison
Addison és un personatge secundari que apareix a nombrosos llocs d'Hyrule a Tears of the Kingdom. La seva feina és promocionar el seu cap Hudson, que és el president de Hudson Construction. Hudson dona suport a la reconstrucció del regne dipositant cachés de materials de construcció en diversos llocs, on es pot trobar l'Addison intentant donar suport a un rètol que porta la cara d'Hudson. El jugador té l'encàrrec de crear una construcció utilitzant l'habilitat Ultrahand per evitar que el signe d'Addison caigui. Olly Welsh de Polygon va triar Addison com el seu personatge favorit del joc, comentant que és un dels molts personatges secundaris que demostren que la sèrie The Legend of Zelda tracta de la vida real i també de la fantàstica. També va opinar que l'afany d'Addison per donar suport al seu cap, que està motivat pels seus propis interessos, és una sàtira sobre la cultura laboral japonesa i que, fins i tot quan la catàstrofe arriba al món d'Hyrule, els aspectes mediocres de la vida continuen. Jim Norman de Nintendo Life va escriure una "carta d'amor" sencera al personatge, descrivint-lo com a "divertidíssim" perquè era "terrible en la seva feina" i va comentar que se sentia incapaç de passar per davant del personatge en el joc sense ajudar-lo.

#### Yona
Lady Yona («Senyora Yona») és una Zora verda que apareix a Tears of the Kingdom. Té un cap que s'assembla a una manta ratlla. En Link es troba amb ella mentre investiga el fenomen d'una estranya fang que apareix al domini de Zora. Apareix al costat del seu promès, el príncep Sidon, un personatge que torna de Breath of the Wild i l'hereu del tron Zora. El seu perfil de personatge al joc afirma que ha estat la millor amiga de Sidon des de la primera infància i que dedica la seva vida a ajudar la seva companya Zora. La presència de Yona al joc va provocar una reacció generalment negativa. Polygon va descriure el personatge com "l'enemic públic número 1" i va informar que molts fans de Sidon havien expressat la seva consternació a les xarxes socials en descobrir que el seu príncep Zora favorit estava oficialment promès amb un altre Zora. IGN també va assenyalar la resposta enfadada dels fans al personatge, afirmant que Yona estava "destrossant els fans de Sidon" i va informar sobre la possibilitat que Nintendo hagués presentat el personatge en un intent de posar fi al shipping de Sidon i en Link.

### Dels jocs
1. ↑  Agahnim:  Ho, ho, ho… With is, the seal of the seven wise men is the last broken. The Legend of Zelda: A Link to the Past. Nintendo EAD. Nintendo. 24-5-1993.
2. ↑  Agahnim: Ahah… Link! I have waiting for you! Heh, heh, heh... I was hoping I could make Zelda vanish in from your eyes. Behold! The last moment of the Princess Zelda! The Legend of Zelda: A Link to the Past. Nintendo EAD. Nintendo. 24-5-1993.
3. ↑  Agahnim: It is now only a matter of time before evil power covers this land… After all, the legendary Hero cannot defeat us, the tribe of evil, when we are armed with the Power of Gold. Ho, ho, ho… Now, I must go! The Legend of Zelda: A Link to the Past. Nintendo EAD. Nintendo. 24-5-1993.
4. ↑  Agahnim: Oh, so? ... You mean to say you would like to be destroyed? Well, I can make your wish come true! The Legend of Zelda: A Link to the Past. Nintendo EAD. Nintendo. 24-5-1993.
5. ↑  The Legend of Zelda: Ocarina of Time: Rauru: Though you opened the Door of Time in the name of peace... Ganondorf, the Gerudo King of Thieves, used it to enter this forbidden Sacred Realm! He obtained the Triforce from the Temple of Light, and with its power, he became the King of Evil...
6. ↑  The Legend of Zelda: Ocarina of Time: Rauru: The Master Sword is a sacred blade which evil ones may never touch... Only one worthy of the title of "Hero of Time" can pull it from the Pedestal of Time.... However, you were too young to be the Hero of Time... Therefore, your spirit was sealed here for seven years.
7. ↑  Skull Kid: You know Saria's Song! We should be friends! Here, take this! («Coneixes la cançó de la Saria! Hem de ser amics! Aquí, agafa això!»)
8. ↑  Tael: El poder de la màscara li va fer fer-ho. Era massa per al Nen Calavera per manejar.
9. ↑  Skull Kid: Eh-hee-hee...You have the same smell as the fairy kid who taught me that song in the woods...(«Eh-hee-hee... Tens la mateixa olor que el nen de fades que em va ensenyar aquella cançó al bosc...»)
10. ↑  Descripció del trofeu Tingle: "Tingle és un misteriós home de mitjana edat que creu que és "la reencarnació mateixa d'una fada". El seu comportament estrany i el seu discurs únic són només petites peces de la seva vibrant personalitat. Tingle viatja mitjançant un petit globus aerostàtic, fent mapes de les terres que hi ha a sota. Esclata el seu globus i Tingle caurà a terra per vendre els seus mapes".[113]
11. ↑  Zant: My Midna... Did you forget? That beast is one of the light dwellers who oppressed our people. No matter how much you may desire otherwise, you will never be more than a shadow in their world. You cannot consort with their kind! But if we can make their world ours, Midna...light and darkness will meet at last. Our tribe will take back their realm...and sweet darkness will blot out this harsh light! The Legend of Zelda: Twilight Princess. Nintendo. Wii. 19-11-2006.
12. ↑  Zant: Midna... Foolish Twilight Princess... The curse on you cannot be broken... The Legend of Zelda: Twilight Princess. Nintendo. Wii. 19-11-2006.
13. ↑  Zant: I had served and endured in that depraved household for far too long, my impudent princess. The Legend of Zelda: Twilight Princess. Nintendo. Wii. 19-11-2006.
14. ↑  Midna: It was your eyes, Zant. All saw it, a lust for power burning in your pupils... Did you think we'd forget our ancestors lost their king to such greed? The Legend of Zelda: Twilight Princess. Nintendo. Wii. 19-11-2006.
15. ↑  Ganon: I shall house my power in you... If there is anything you desire, then I shall desire it, too... The Legend of Zelda: Twilight Princess. Nintendo. Wii. 19-11-2006
16. ↑  Zant: As long as my master, Ganon, survives, he will resurrect me without cease! The Legend of Zelda: Twilight Princess. Nintendo. Wii. 19-11-2006.